# 沙田污水處理廠

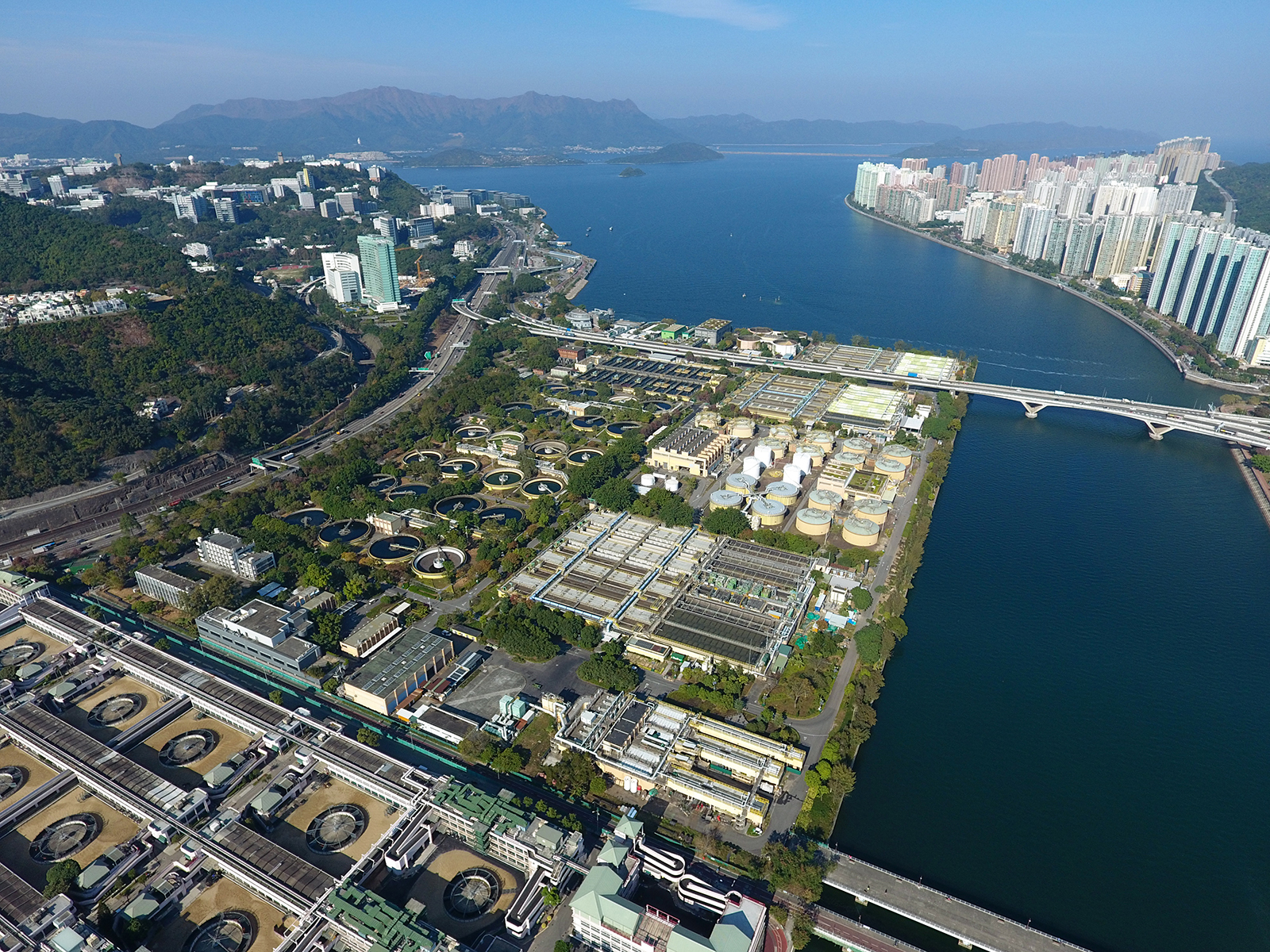
鳥瞰沙田污水處理廠

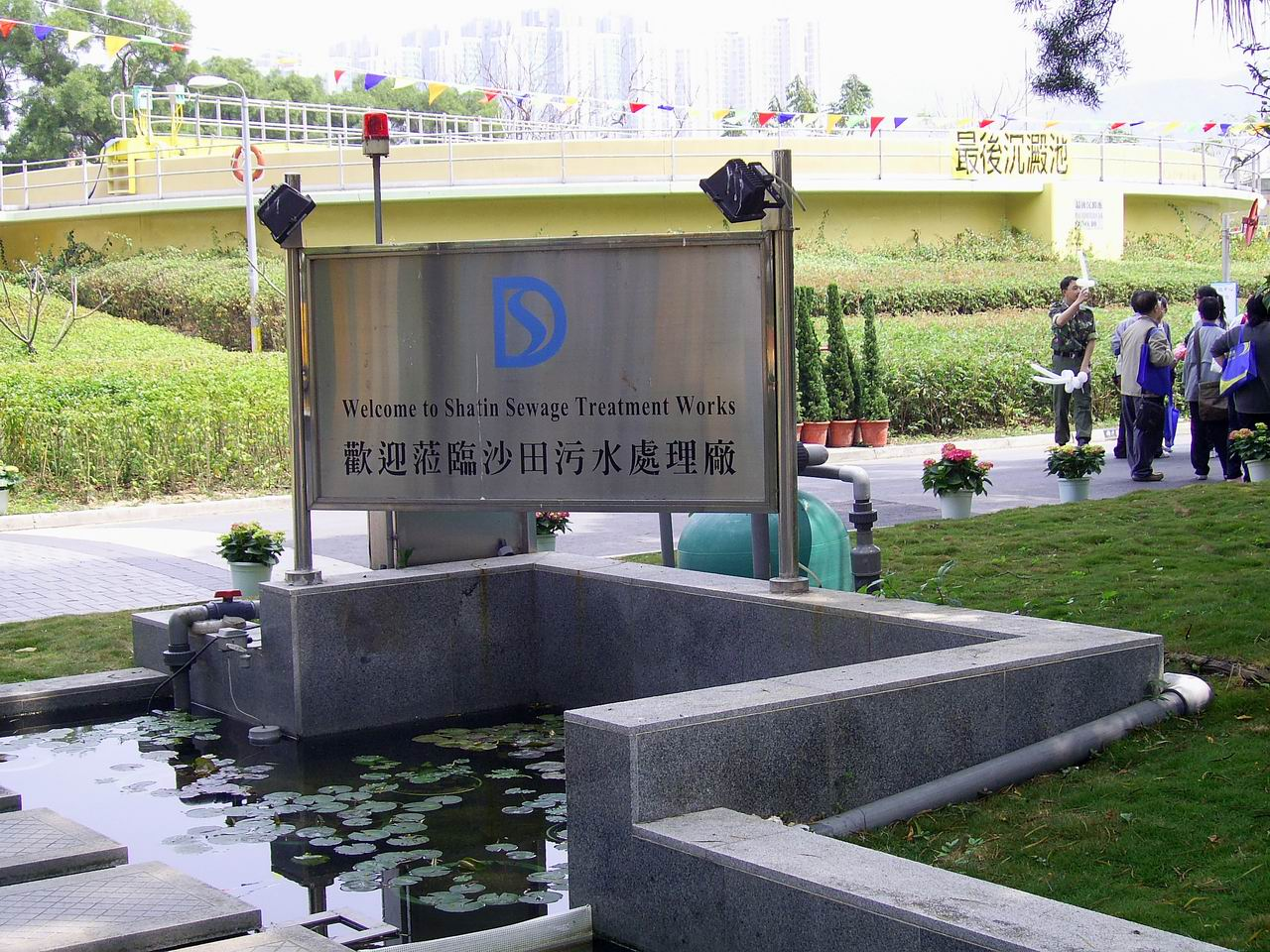
沙田污水處理廠歡迎铭牌

沙田污水處理廠（英語：Shatin Sewage Treatment Works）位於香港新界沙田區馬料水水廠街1號，鄰近沙田馬場，是一所傳統工藝污水處理廠，始建於1982年，佔地約28公頃（相當於30座足球場），採用二級（生物）處理程序處理由沙田、馬鞍山及大埔白石角地區排放的污水。作為香港規模最大的二級污水處理設施，該廠服務約65萬人口，每日處理能力經三期擴建後提升至34萬立方米。
為應對香港土地資源短缺及解決廠區設備老化問題，政府於2011年提出「搬遷沙田污水處理廠往岩洞計劃」，將設施遷至城門河對岸亞公角女婆山的花崗岩岩洞內。這項造價達355.7億港元的工程將創造亞洲最大地下岩洞污水處理設施，包含七縱四橫共11個主洞室，總體積230萬立方米。新廠採用創新通風設計及除味技術，處理效率較舊廠提升一倍（由17-20小時縮短至約10小時），預計2029年投入運作後可釋放原址28公頃臨海土地作創科及住宅發展。然而項目因成本飆升引發爭議，2025年立法會審議追加撥款時，有議員質疑在財政赤字下工程的迫切性。

## 歷史

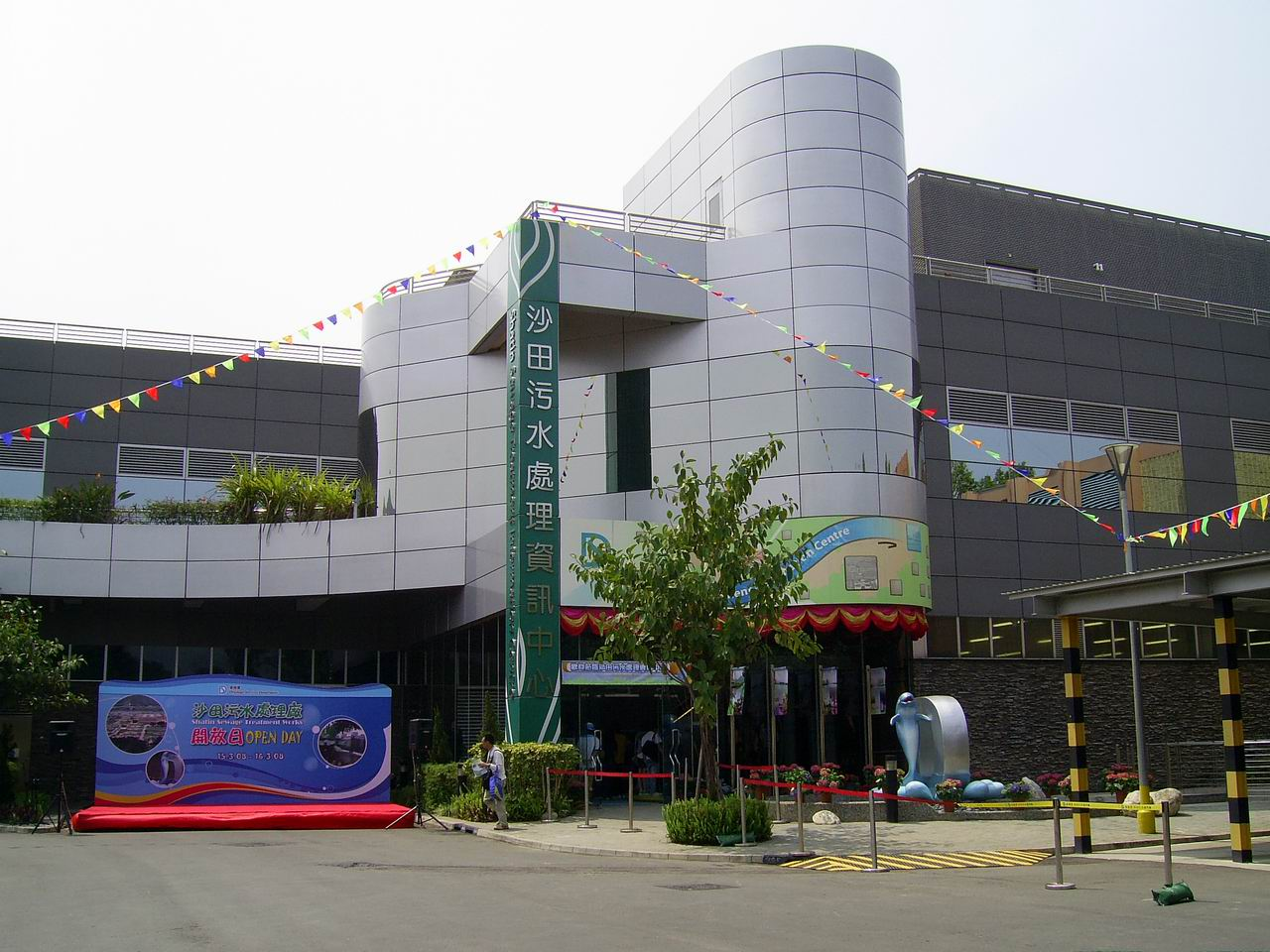
沙田污水處理資訊中心

沙田污水處理計劃於1973年開始研究以配合新界東第一個衛星城市沙田的發展。1975年在現時火炭賽馬會體藝中學的位置建造臨時污水處理廠，採用多間隔式組合處理池及表面曝氣機操作，待永久污水處理廠啟用後才告拆卸。
另外，香港中文大學亦在1968年建造了私家污水處理處，專門處理大學建築物排出的污水（除范克廉樓使用化糞池至今外），直到1982年才併入沙田污水處理廠排污網絡。
沙田污水處理廠第一期工程耗資3億6000餘萬港元，於1977年動工，其入水口、基本及初級處理設施於1982年12月15日投入服務，整個第一期污水處理設施包括二級處理在1983年2月22日落成後全面操作。第二期工程於1982年10月5日由新界拓展署批出2.05億港元合約興建，於1986年相繼完成，兩期設施可為沙田及馬鞍山區居民處理每天約20多萬立方米的污水。
隨著沙田及馬鞍山急速發展，第三期擴展於2001年2月開始興建，第一及第二階段設施於2004年底及2005年底先後落成啟用，餘下工程在2010年全部完成，可以處理84萬人每天生產約34萬立方米的污水。

### 第3階段擴建工程
- 建造污水入口設施，包括1條曝氣沉砂槽、2套隔濾砂礫設備、2條流量控制及測量槽和1個幼隔篩；
- 建造10個初級沉澱池和相關的污泥泵房；
- 建造10個曝氣池、1間鼓風機房和相關的排水泵站；
- 建造20個最後沉澱池和相關的污泥泵房；
- 設置紫外光消毒設施；
- 建造污泥處理設施，包括6個污泥消化池、1間鍋爐房、1間污泥脫水房連附屬設施，以及擴建現有的污泥濃縮房；
- 建造1座化驗所，包括設置所需設備、辦公室和相關的貯物地方；
- 修建12個現有的曝氣池和24個現有的最後沉澱池。

### 搬遷岩洞
發展局局長林鄭月娥於2010年考察北歐城市有關岩洞的發展後，聘請顧問作出開拓山洞成本及釋出土地價值等相關財務評估，於2011年2月24日透露將沙田污水處理廠搬遷到對面亞公角岩洞內（女婆山）的可行性極高，從而釋出約28公頃高價值、優質的臨海土地作為房屋及其他用途。
2013年3月，研究顧問及獨立專家評審團經覆檢後，確定與沙田污水處理廠相隔城門河的亞公角女婆山為最佳重置選址，該處屬於堅固的花崗岩地質，無明顯的軟弱帶及斷層，非常適合建設大型岩洞，而且於上址進行搬遷工程不需要徵用大量私人土地。顧問報告正在評估搬入岩洞後的沙田污水處理廠的氣味影響；通過實驗室風洞測試，就亞公角女婆山一帶的環境、風速和風向分析，初步評估顯示，透過適當的氣味控制措施及山上遠離居民的通風口，重置後的沙田污水處理廠不會產生不良氣味滋擾附近社區；研究顧問將會進一步計劃最合適的氣味控制措施及通風口位置的方案。有關部門最快將會於同月月底在上址進行土地勘測工程，於同年年中展開第二階段公眾參與活動。
初步資料顯示，如果採用鑽爆方法建造項目的主體部分的岩洞，由於鄰近樓宇與有關岩洞位置有相當距離，以現今先進技術及監控措施，能夠有效果地防止工程對鄰近樓宇結構造成不良影響。2018年10月立法會財務委員會通過20.7億元撥款展開工程，首階段工程於2019年開展，2031年完成，建成後將成為亞洲最大型人工岩洞污水處理廠，並設立全港首個「經處理污水冷卻系統」，透過「已處理的污水」為廠房內的機器降溫，而騰出原址28公頃土地可用作發展用途，擬議作住宅、高科技和知識型產業用途。遷入岩洞後的通風豎井設於女婆山西南，即亞公角山路末端，與最接近的較大型居民區富安花園保持約1公里距離以避免氣味問題影響。不過由於建築成本增加，工程費用超過300億元（2017年估算），較2014年估算的250億元多50億元。2024年7月，工程費用進一步增至355.7億港元，有立法會議員形容「含淚支持」。
工程的首階段-連接隧道及通風井工程已於2019年2月動工，由中國建築承建。

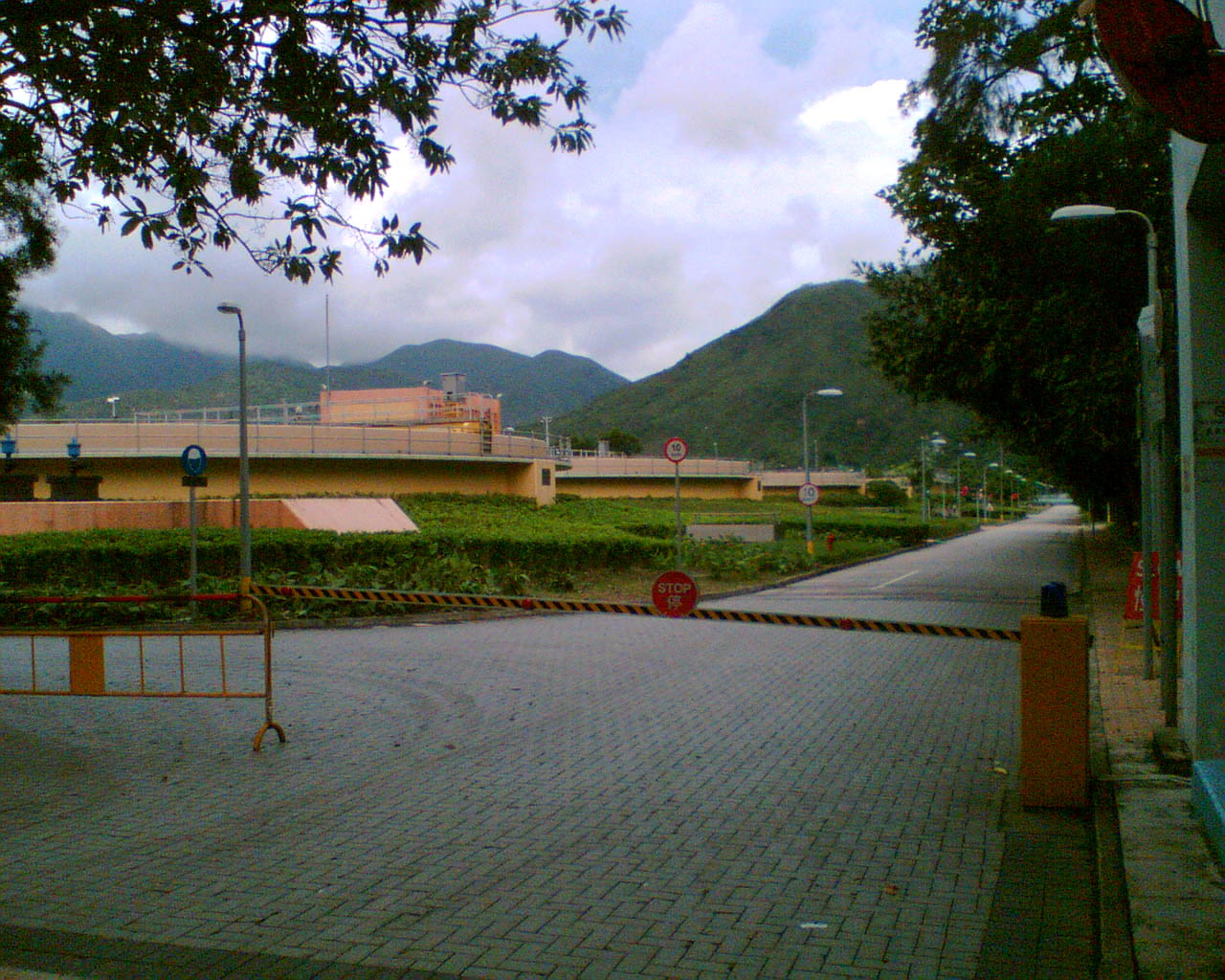
沙田污水處理廠入口
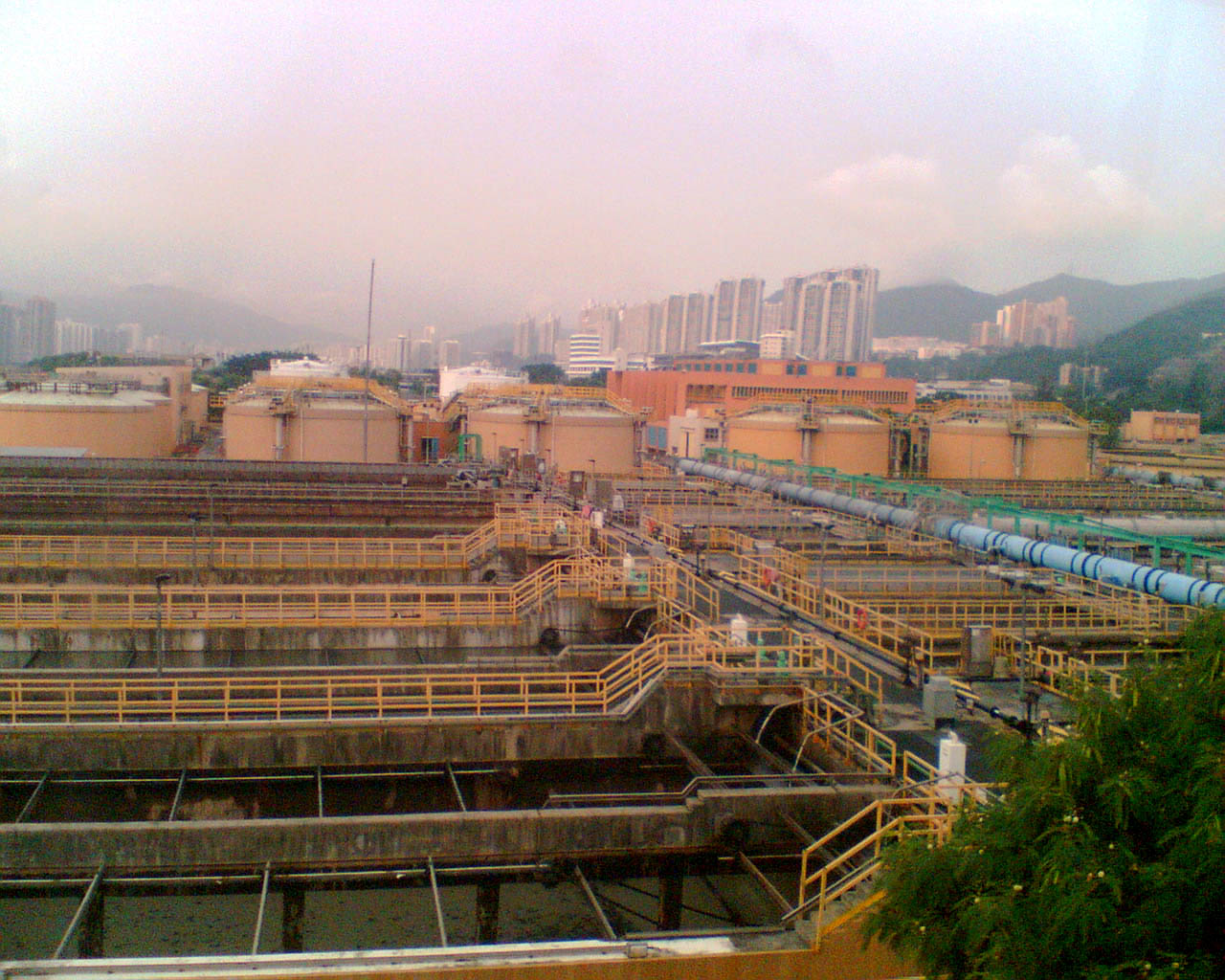
沙田污水處理廠鳥瞰一
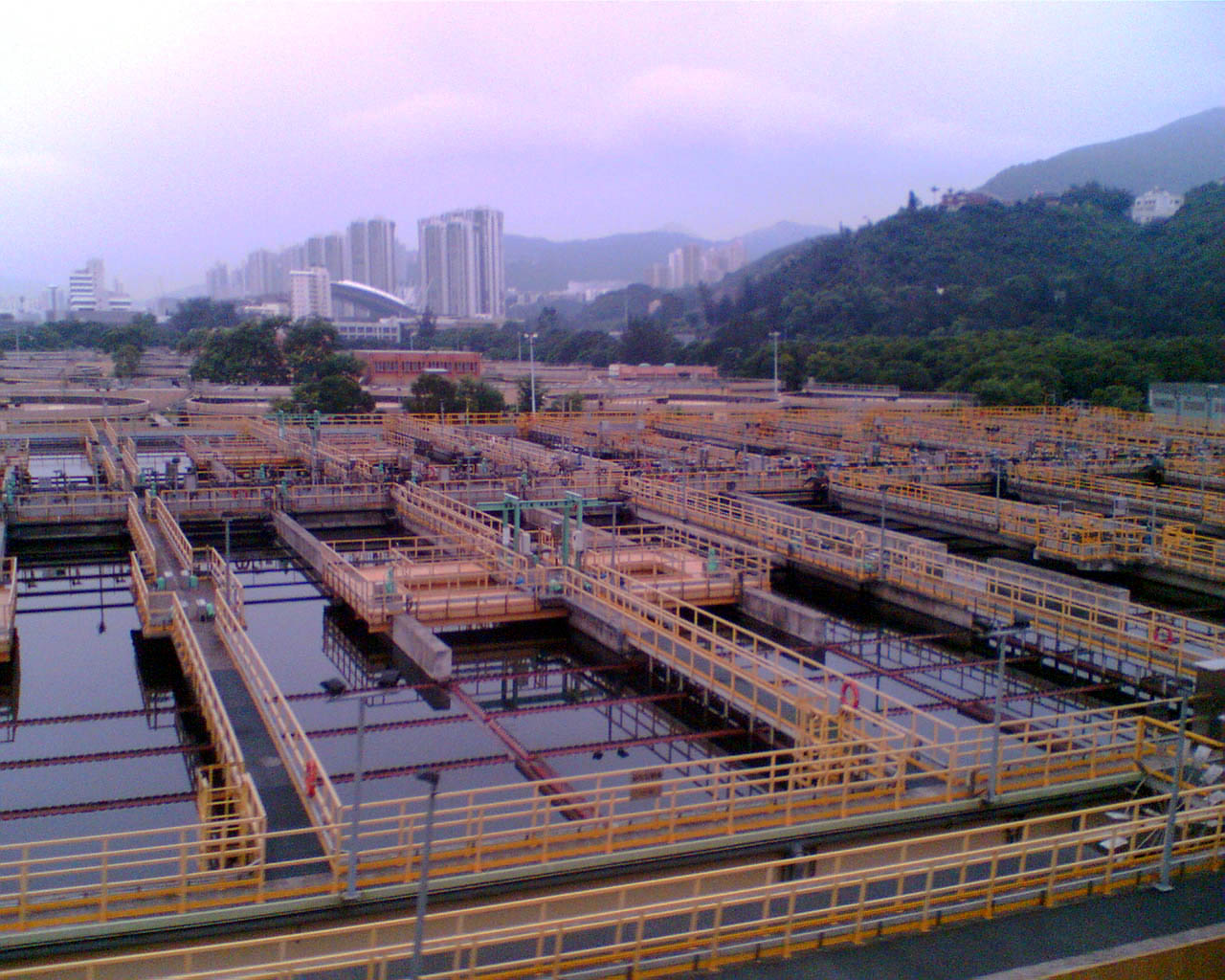
沙田污水處理廠鳥瞰二
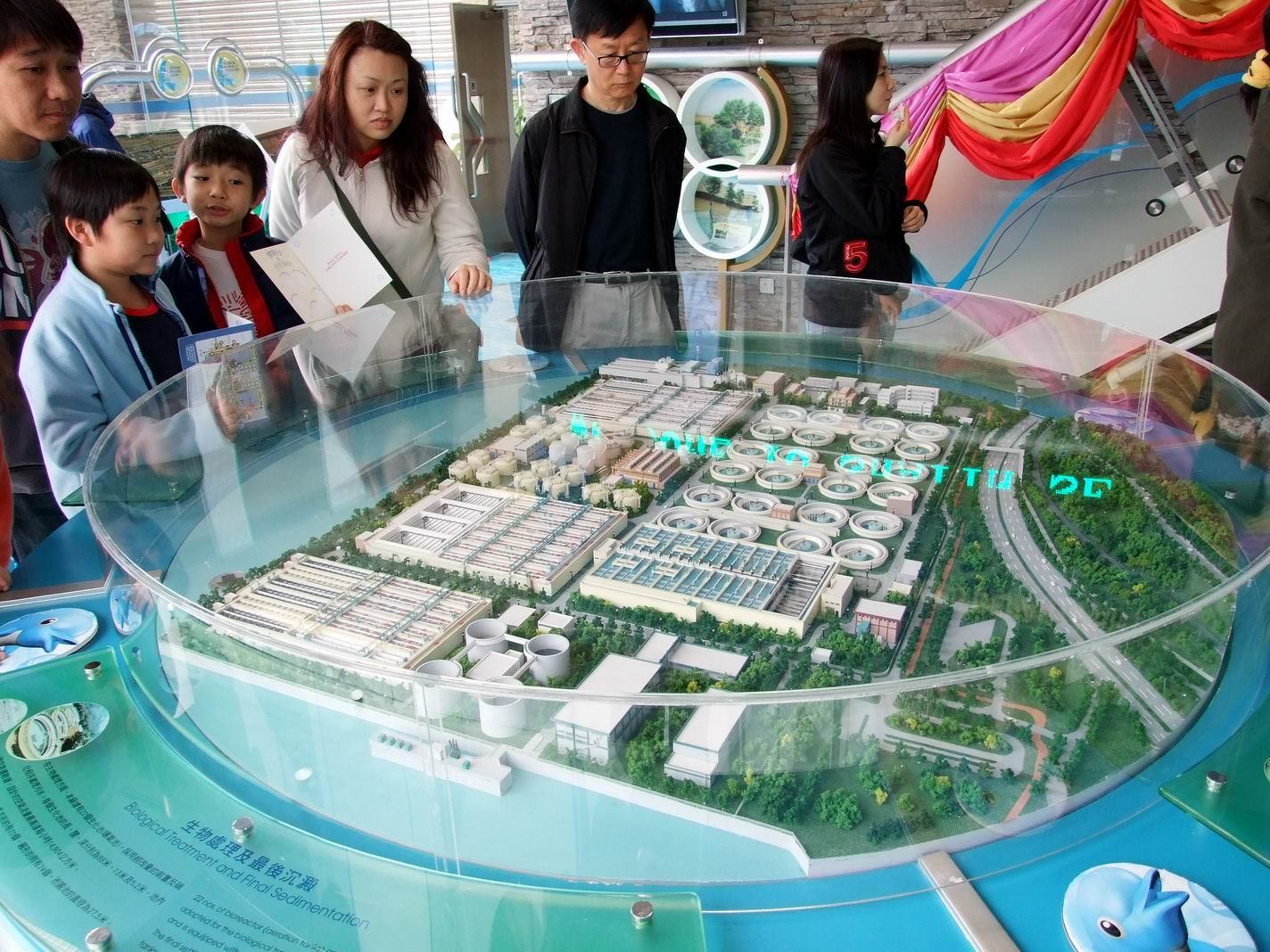
沙田污水處理廠模型
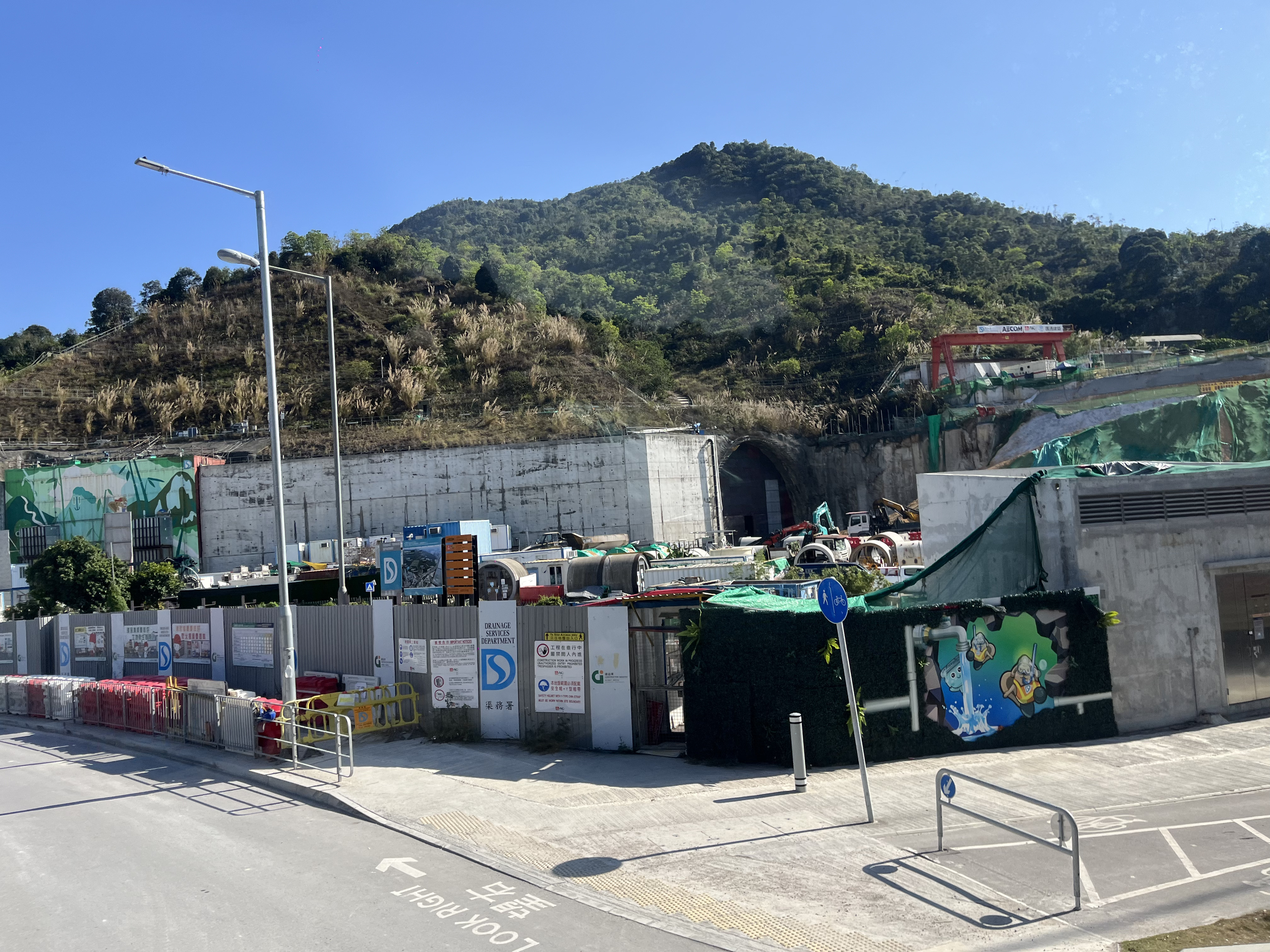
沙田污水處理廠搬遷岩洞工程工地

## 收集污水

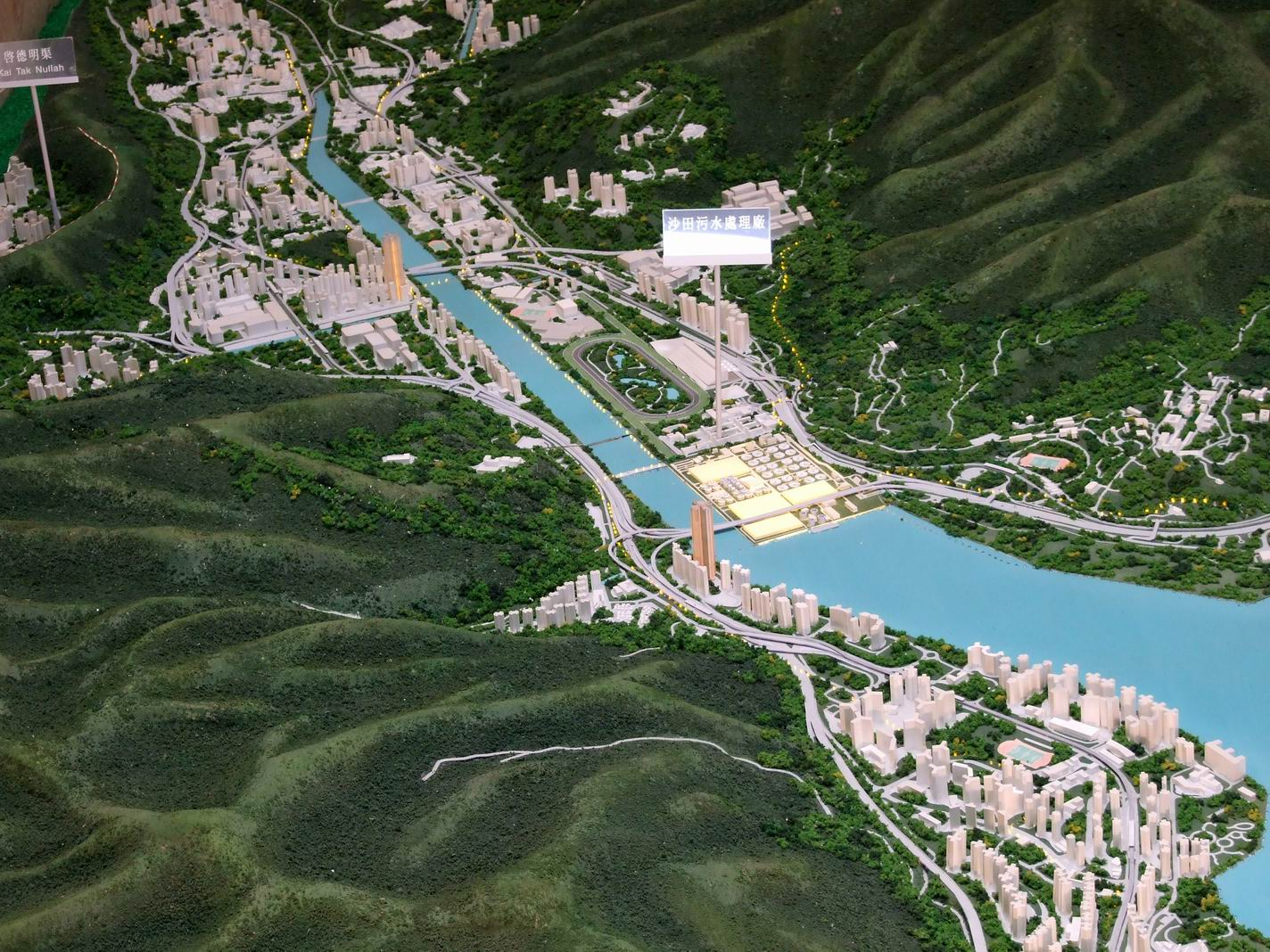
沙田污水處理廠集水區模型

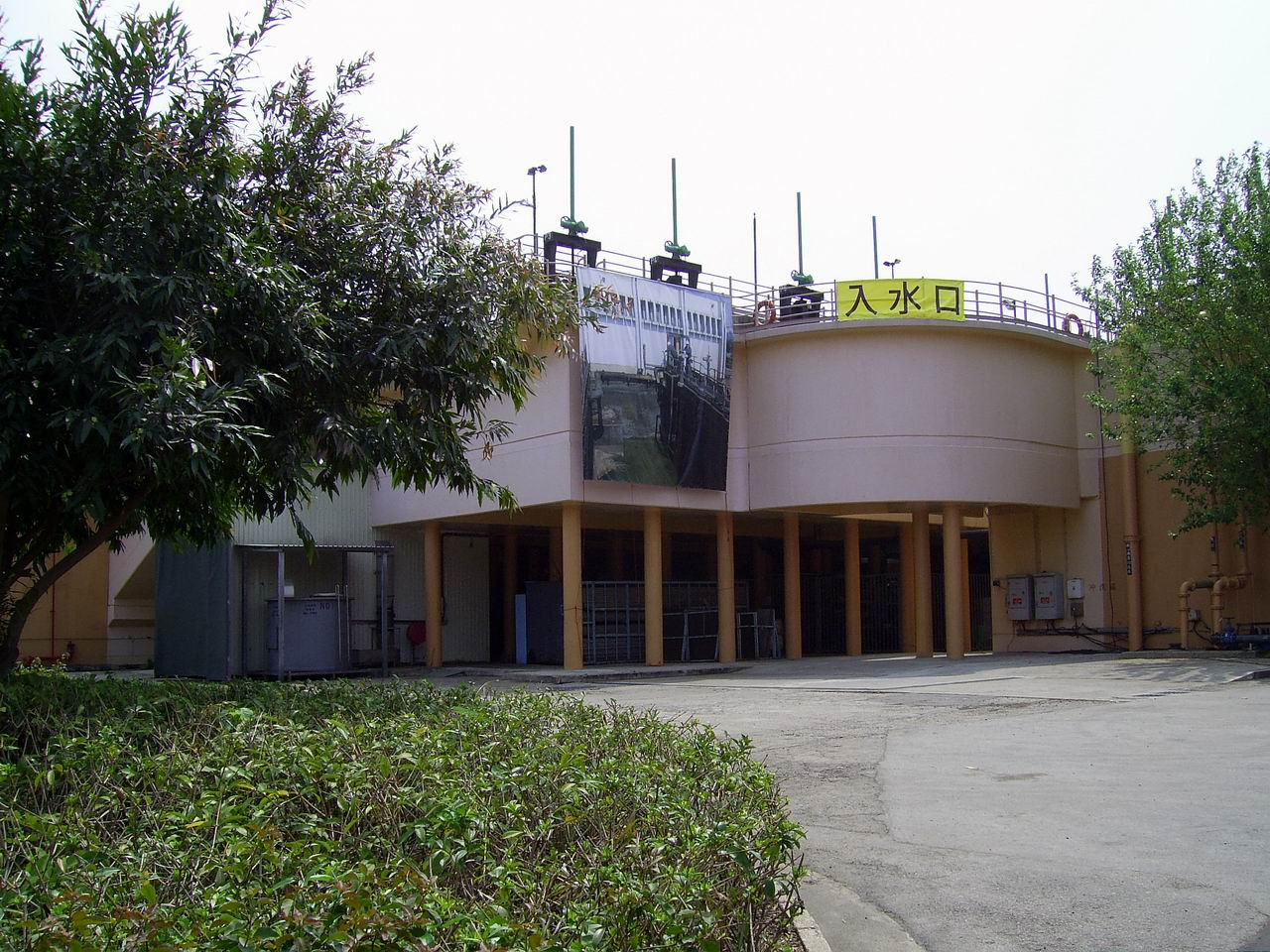
沙田污水處理廠入水口

沙田污水處理廠集水區面積達69平方公里，沙田及馬鞍山，以及大埔區白石角共有18個污水泵房，將收集到的污水送到沙田污水處理廠，外圍泵房以沙田主污水泵房及馬鞍山污水泵房為主，合佔總輸水量的97%，各泵房的輸水比例如下.
- 沙田主污水泵房（76.8%）（簡稱沙田大泵房）
- 馬鞍山污水泵房（19.5%）
- 中文大學污水泵房（2.5%）（簡稱新大學泵房；取代於1969-1982年間使用的中大私家污水處理廠）
- 大圍污水泵房（0.9%）
- 亞公角污水泵房、白石角1-3號污水泵房及其餘泵房（0.3%）

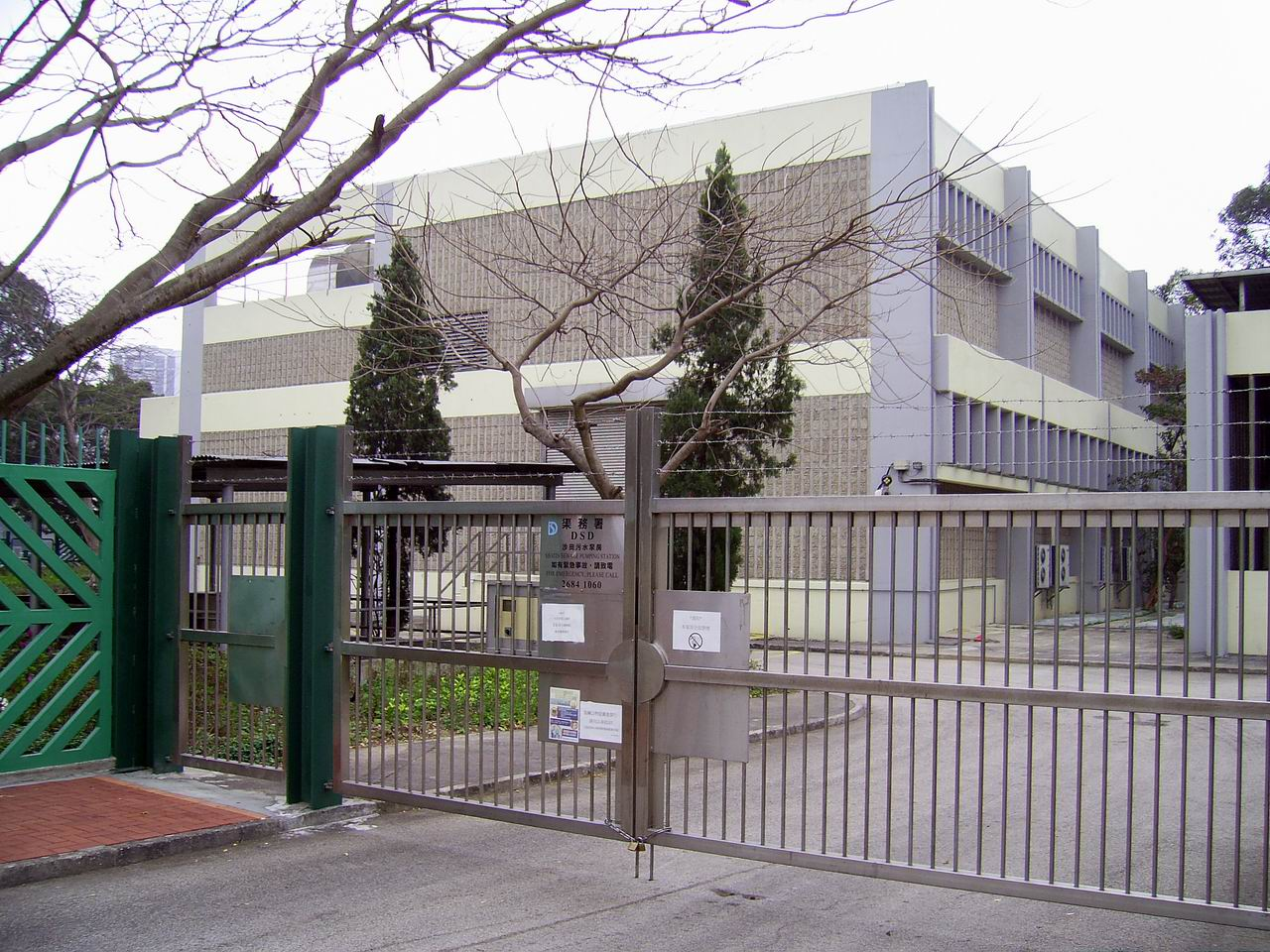
沙田污水泵房
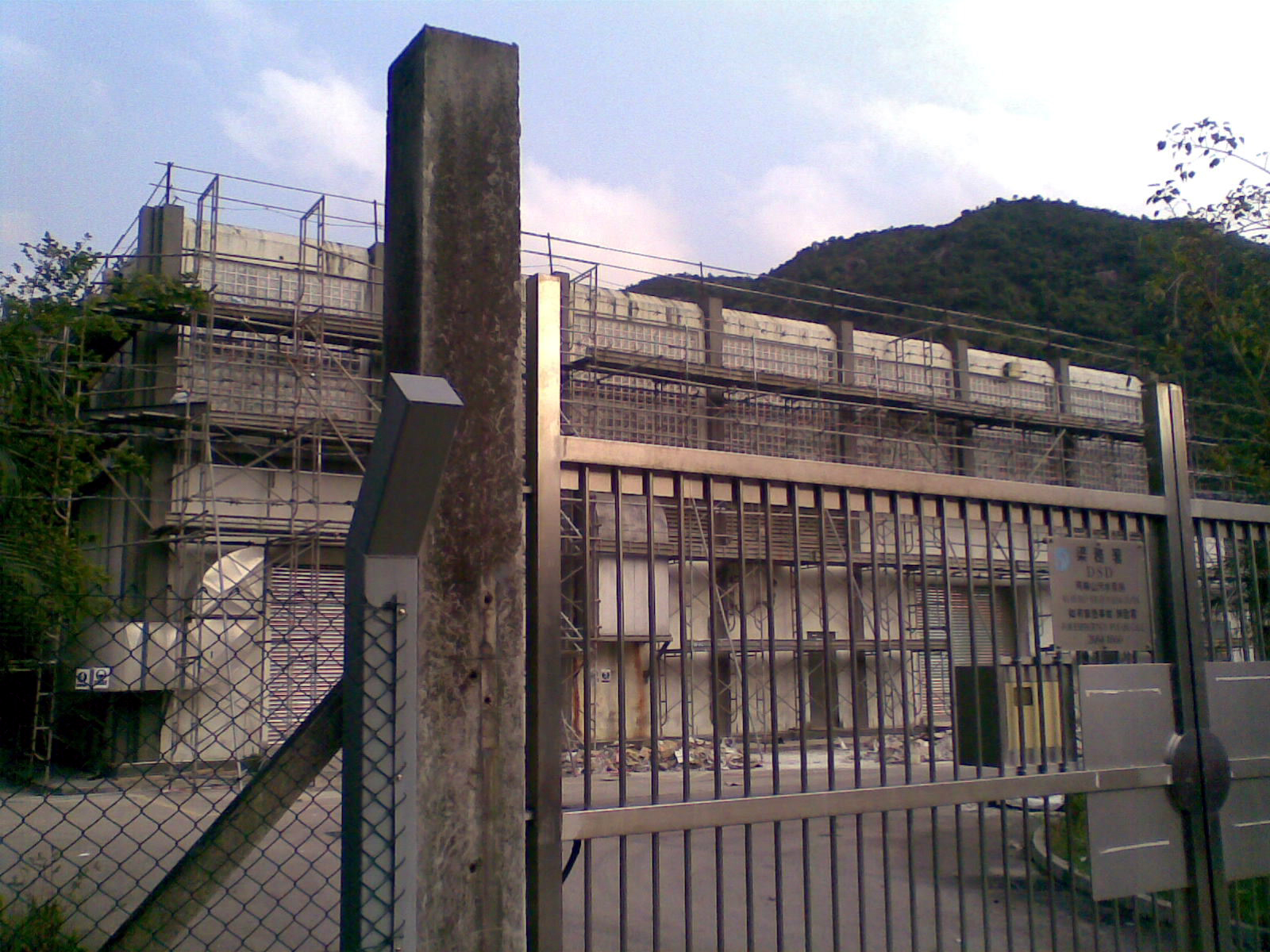
馬鞍山污水泵房
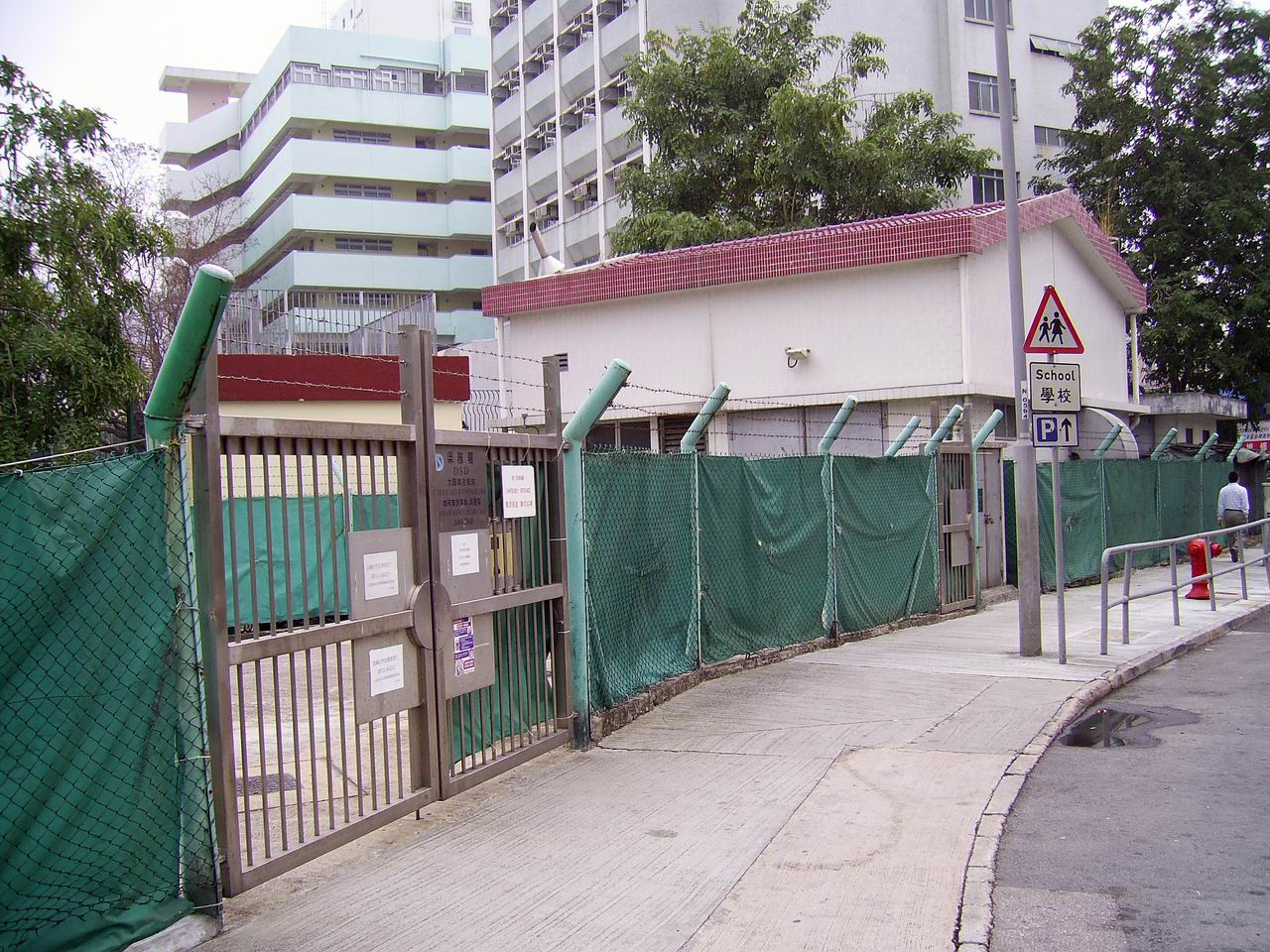
大圍真空泵房
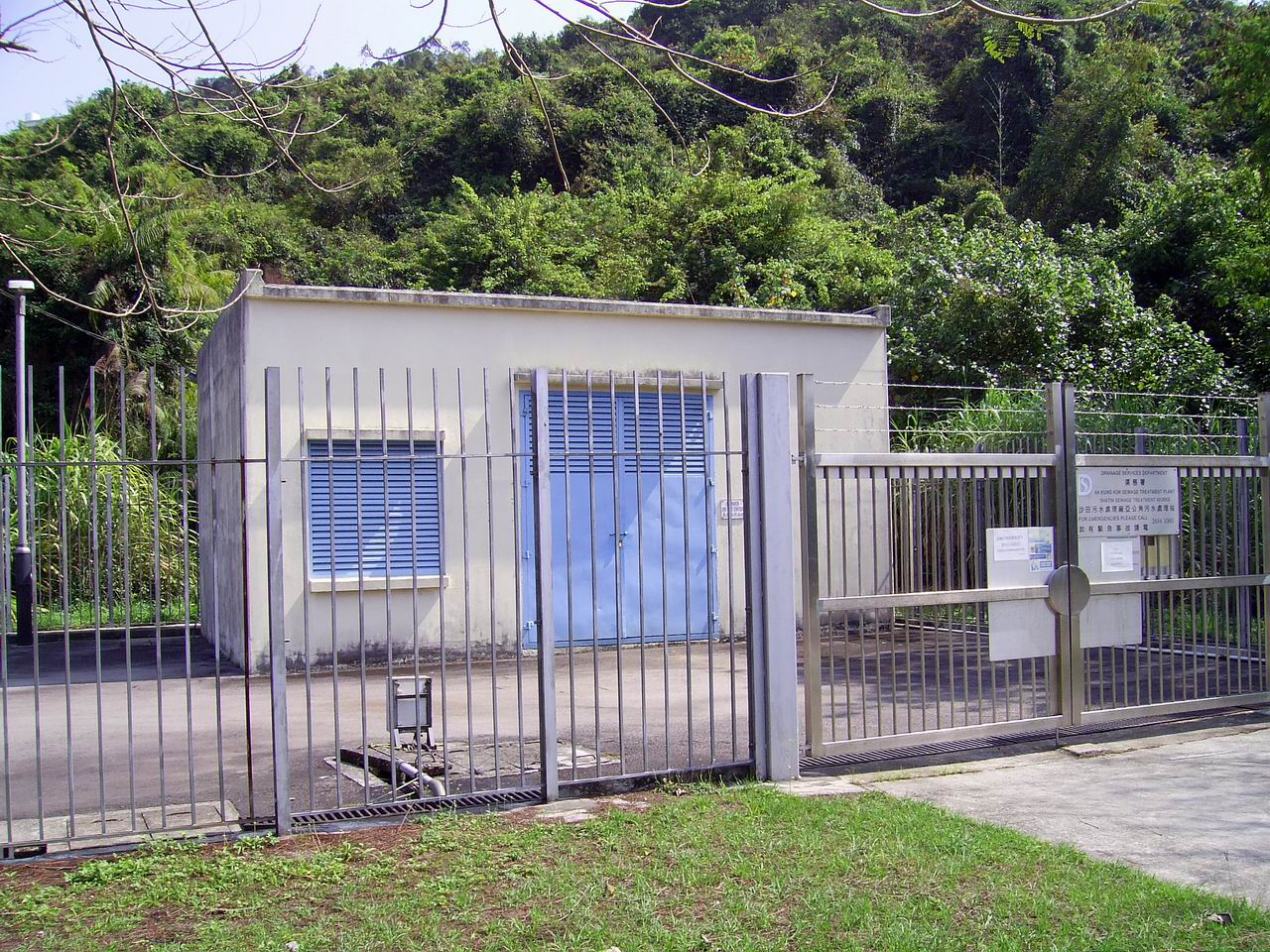
亞公角污水泵房

## 處理污水

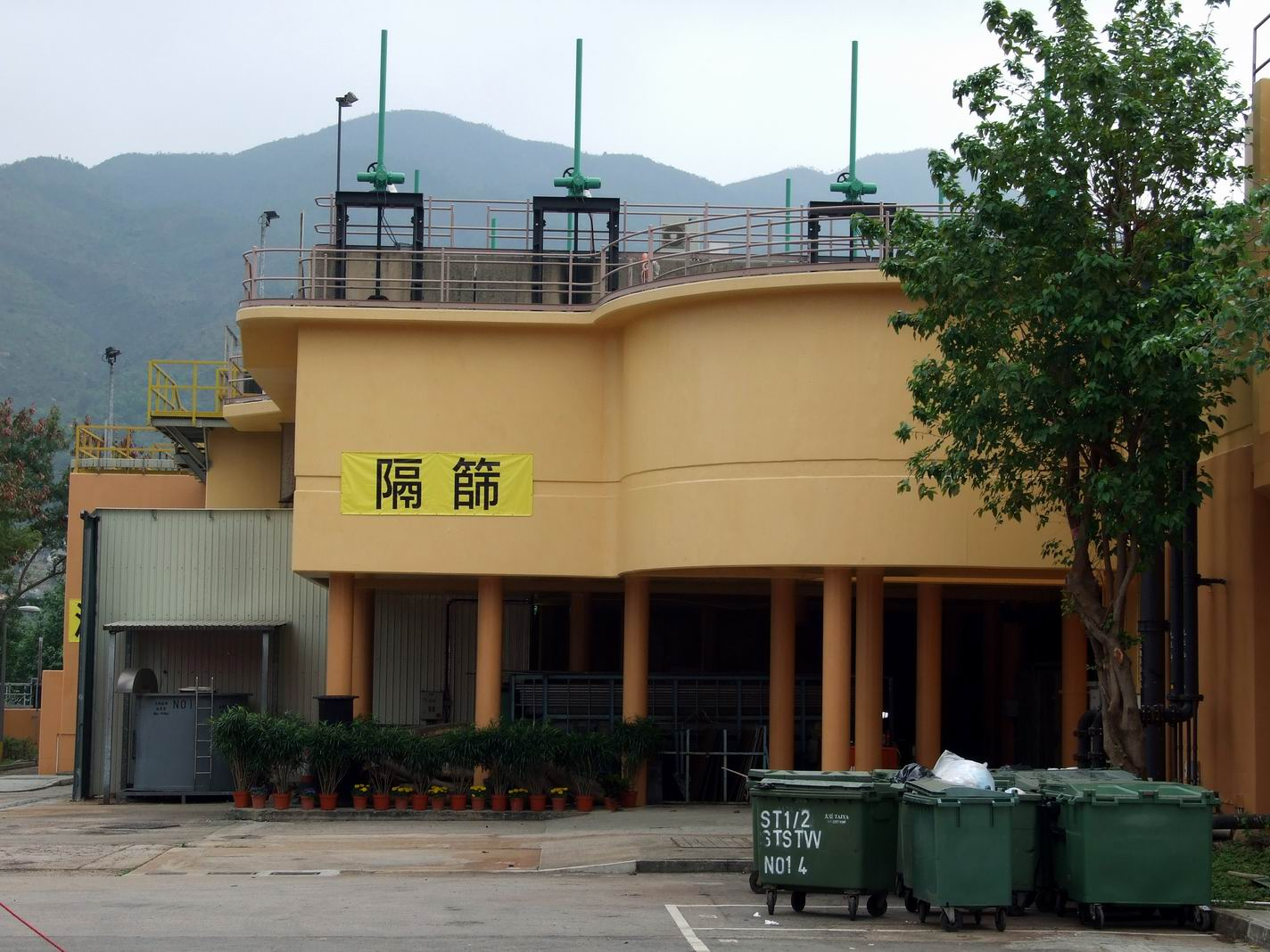
细隔栅

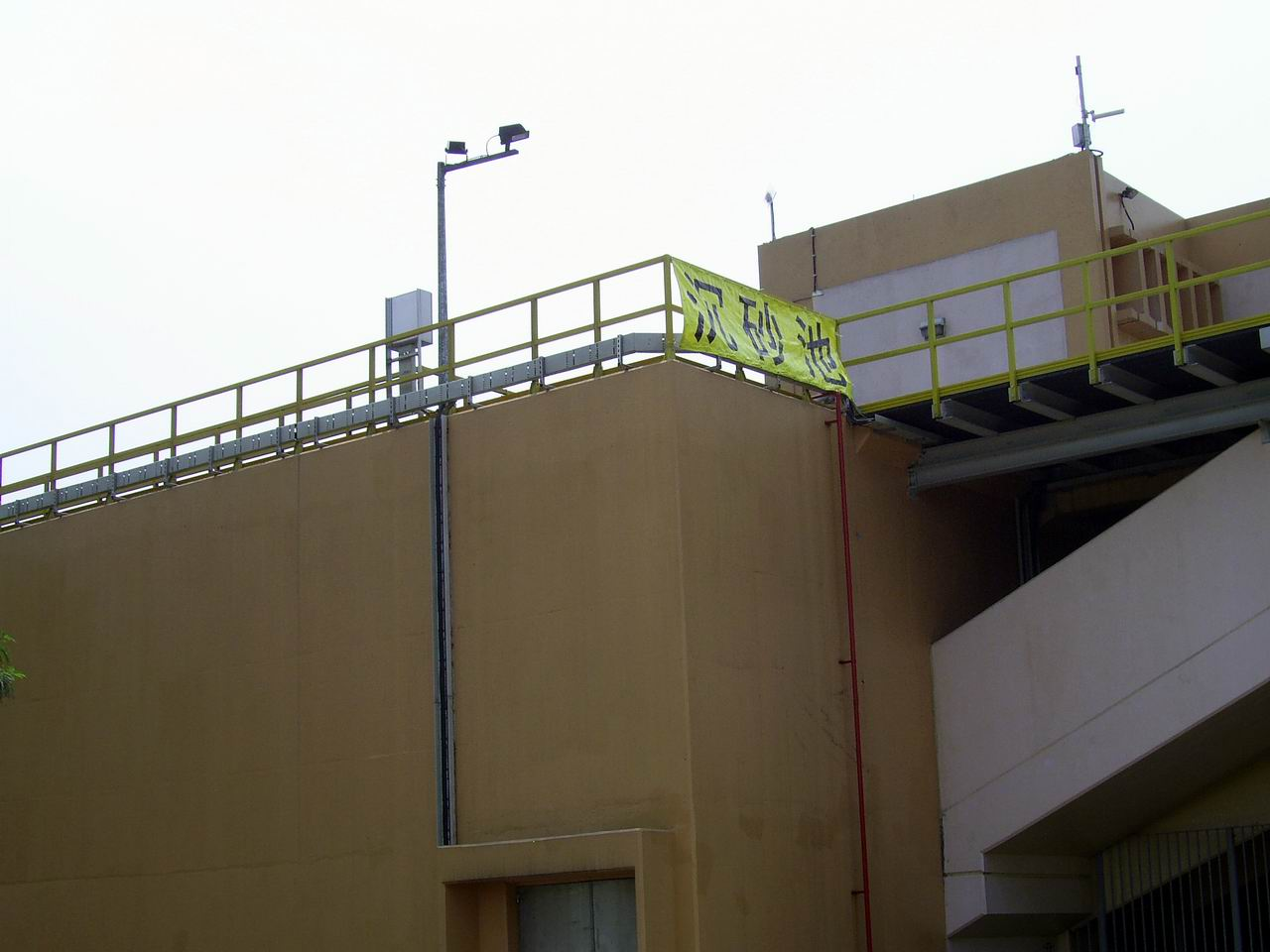
沉砂池

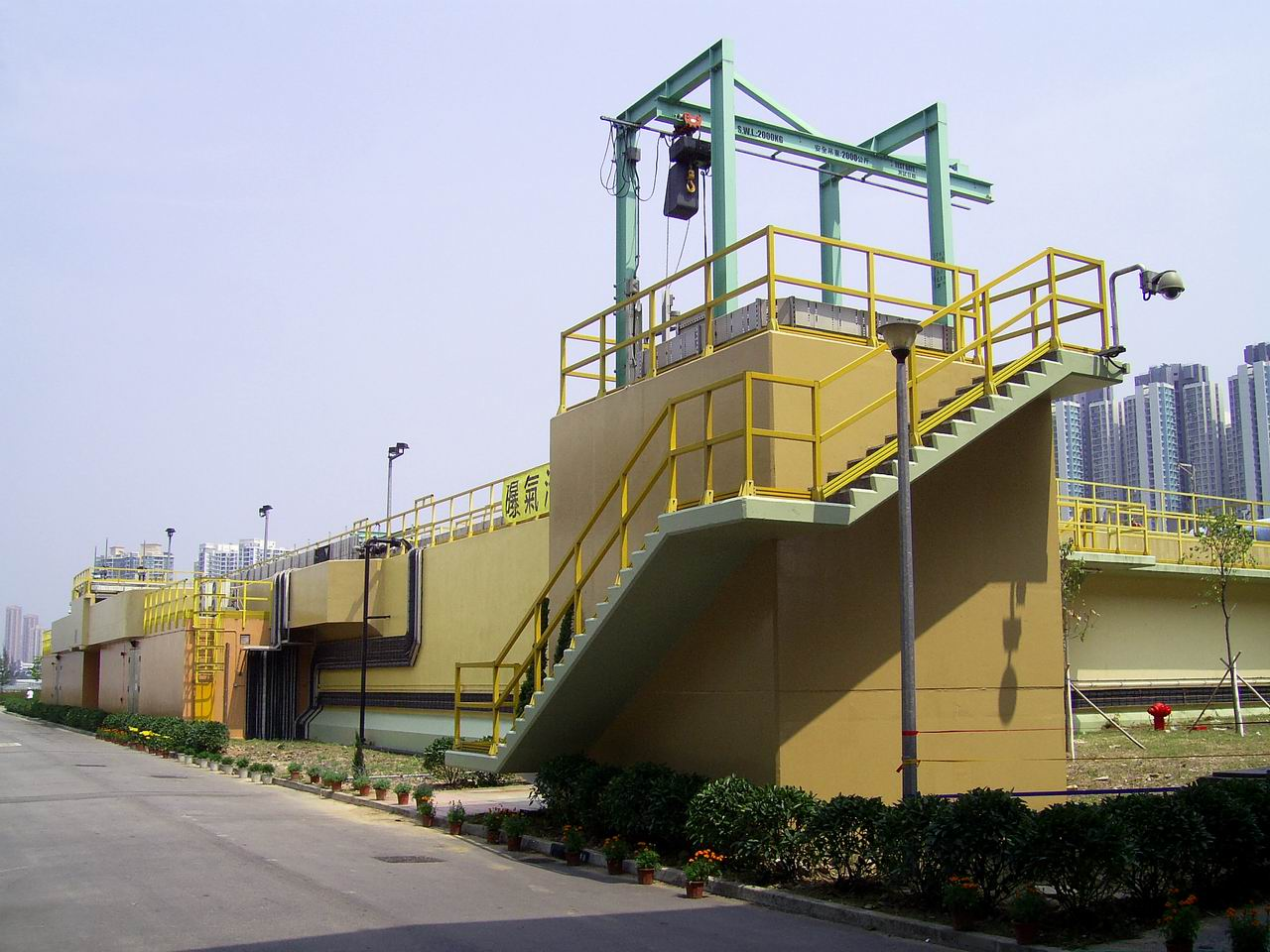
曝氣池

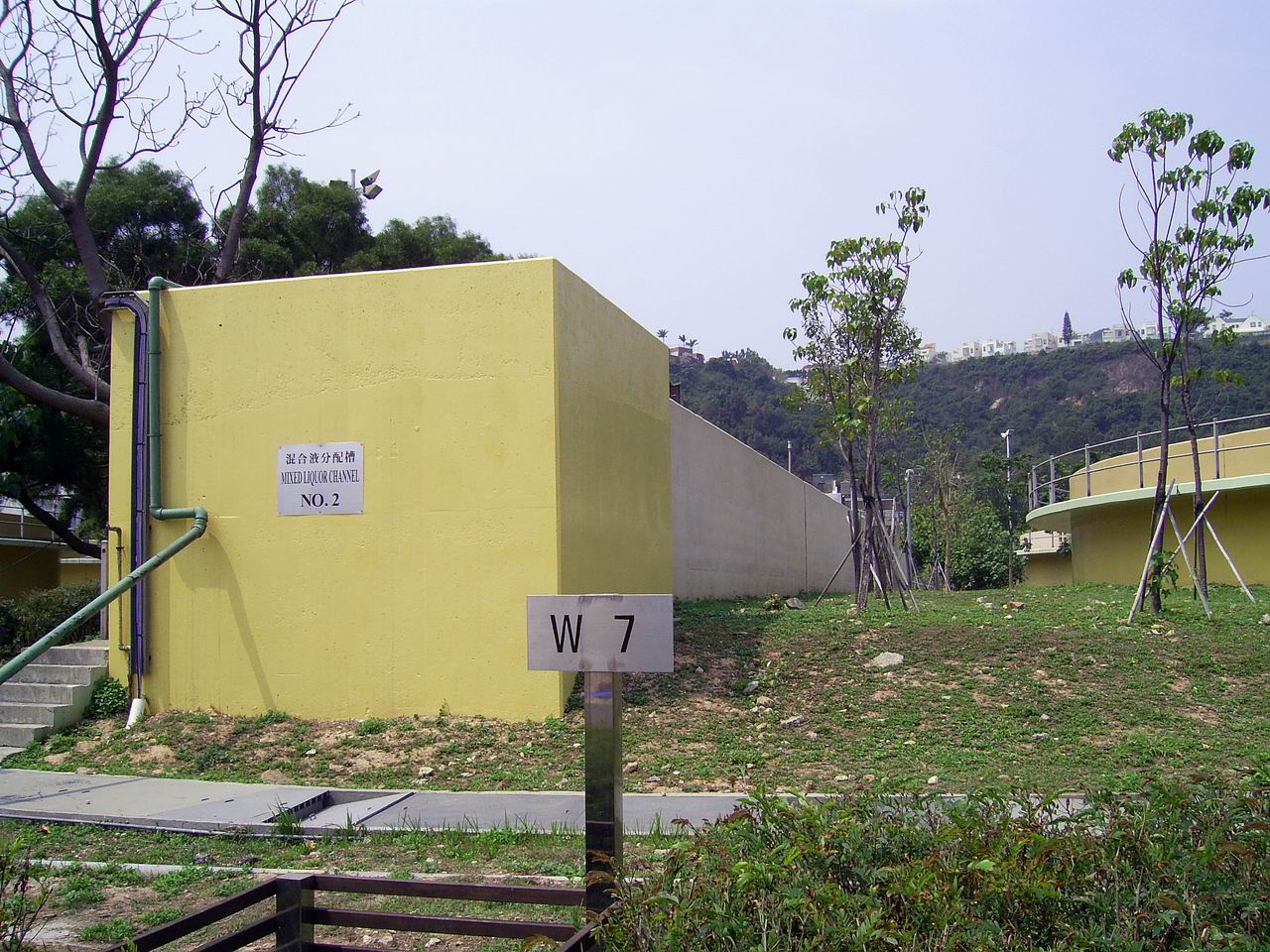
混合液分配槽

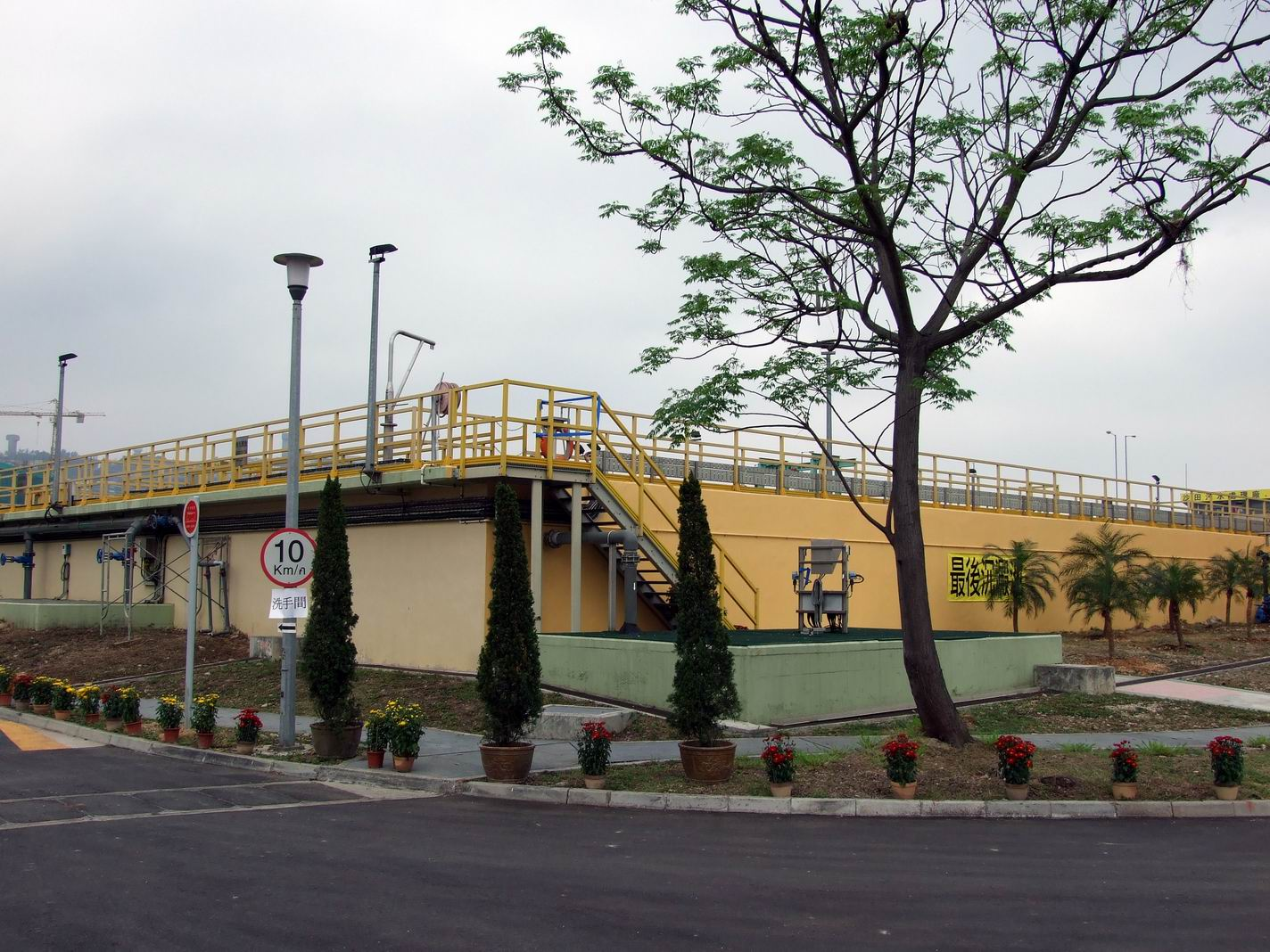
平流式最後沉澱池

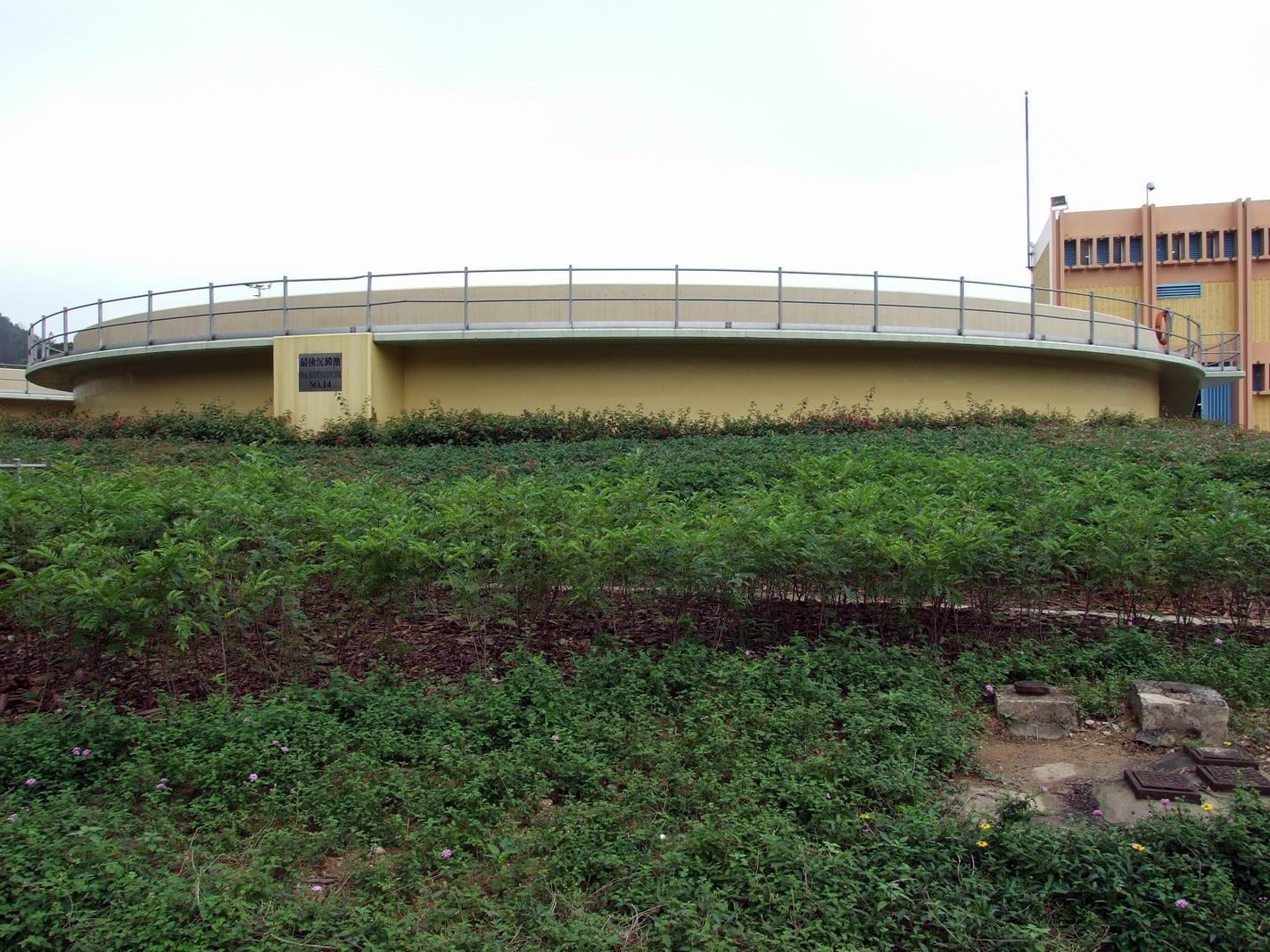
幅流式最後沉澱池

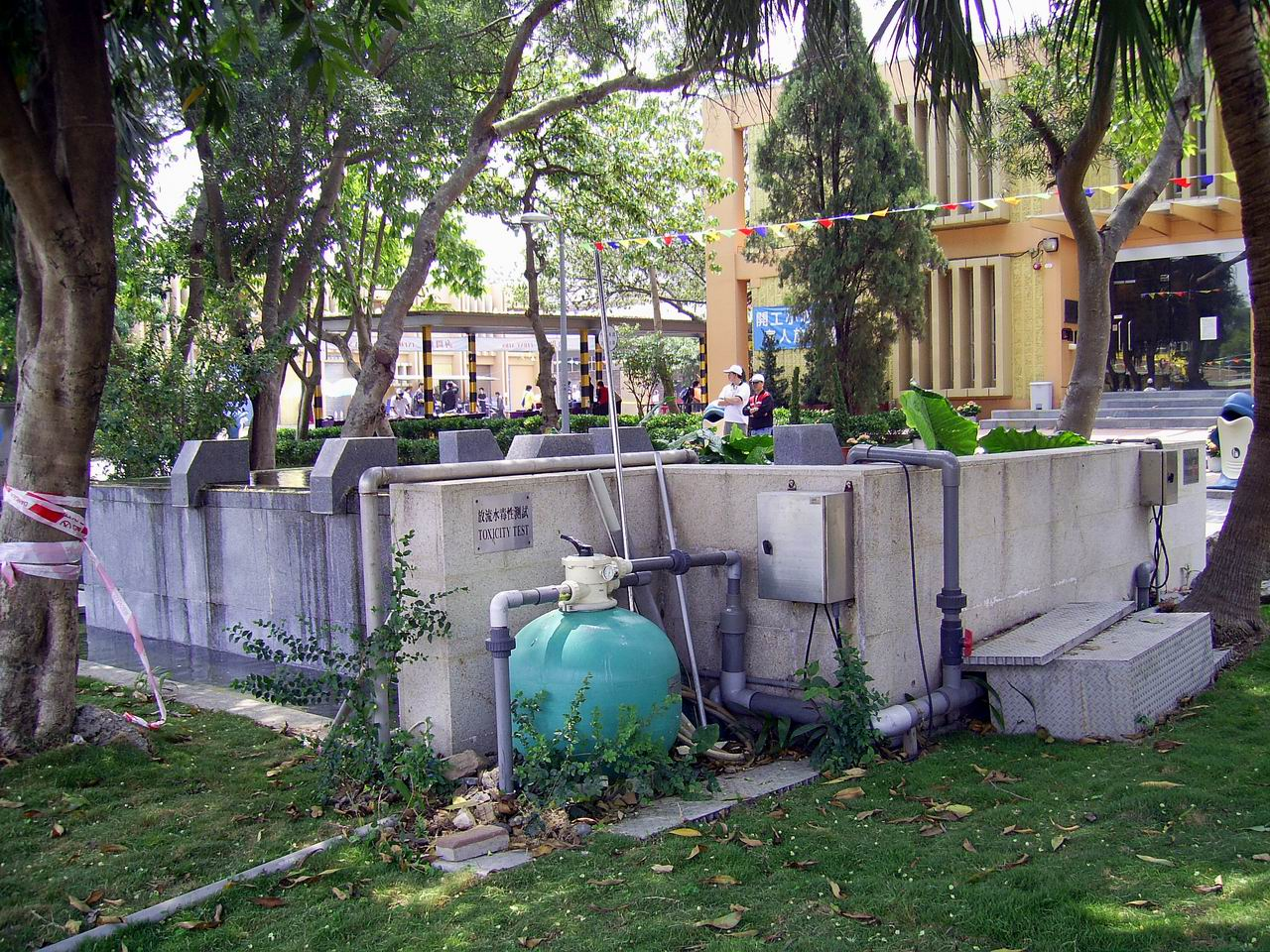
放流水毒性測試

### 一级處理
幼隔篩（Screening）
沙田污水處理廠有8台幼隔篩，可篩除污水中直徑6毫米或以上的大尺寸渣滓。
螺旋式運輸帶（Screw Conveyor）
用以收集篩除出來的廢物。
除砂
經隔篩的污水會流入曝氣沉砂池（Aerated Grit Channel），沉澱後的砂礫會被抽到分砂機（Grit Classifier），污水再流往流量槽。
流量测量（Flow Measurement）
沙田污水處理廠有8條特別設計的流量槽（Flume Channel），利用超聲波水位感應器準確計算入水流量，作为污水处理厂重要的运行指标。
初級沉澱池（Primary Sedimentation Tank）
污水繼而進入初級沉澱池，大約50%懸浮固體廢物會在此沉澱成為初級污泥（Primary Sludge）。沙田污水處理廠共有21個初級沉澱池，每個池的體積為55x13x3米。水力停留时间約2小時，較重的悬浮物會積聚在池底，較輕的則浮在水面，池內裝設自動鏈刮系統（Automatic Chain and Flight Scraper），將沉底及浮面的污染物收集後作進一步處理。

### 二級（生物）處理
二級（生物）處理（Secondary (Biological) Treatment）是利用微生物分解污水中的污染物。沙田污水處理廠採用A/O活性污泥法，即使活性污泥懸浮于污水中，同时曝气，让活性污泥与污水中污染物与溶解氧充分接触，污泥中微生物利用污水中污染物作为营养生长繁殖，污染物得以降解。
曝氣池（Aeration Tank）
沙田污水處理廠共有22個曝氣池，单体尺寸為88x13x5米，有效容积5,720立方米，分為前端的缺氧區（不用曝氣，佔28%全池面積）和之後的曝氣區（佔72%全池面積）兩部份，缺氧區設有搅拌機（Mixer），而曝氣區設有約2000個空氣擴散器（Air Diffuser，每天耗氣量約40,000-100,000立方米）、回流泵及管道，有機污染物最終分解為二氧化碳、水及氮氣等。
經初級沉澱的污水流入曝氣池作生物處理，壓縮空氣經管道及擴散器輸送到曝氣區，為微生物提供生長所需的氧氣。污水中的有机物在好氧环境下被好氧微生物氧化分解，同时硝化细菌进行硝化作用，将铵盐氧化为硝酸盐。富含硝酸盐的污水被回流到曝氣池前端的缺氧區（Anoxic Zone），進行反硝化作用，將硝酸盐和亚硝酸盐被还原为无害的氮氣，释放于空气中，污水中含氮污染物得以降解。

### 最後沉澱
混合液自曝氣池出水，經配置有流量控制水閘（Flow Control Penstock）的分水槽进入最後沉澱池。
最後沉澱池（Final Sedimentation Tank）
沙田污水處理廠共有24個幅流式最後沉澱池（直徑27.5米）及20個平流式最後沉澱池（42x12x5米），利用物理沉澱或浮除原理，將污水中大部份活性污泥和悬浮物质清除，上层澄清的放流水經收集槽輸往池側的磚紅色泵房作排放。沉澱池底的活性污泥會經由地下管道輸往回流活性污泥泵房的水井，大部份會回流至曝氣池曝气段，餘下的称为剩余污泥（Surplus Activated Sludge），經濃縮後再送往消化缸處理。

### 消毒
經過二級處理的污水可清除污水中達99%的病菌，為要進一步減低病菌的風險，處理後的污水需再經消毒然後才排放到附近水體。沙田污水處理廠使用紫外光照射消毒技術，合乎經濟效益而又符合環境標準。整項紫外光消毒工程將於2008年初展開，於2009年完成。

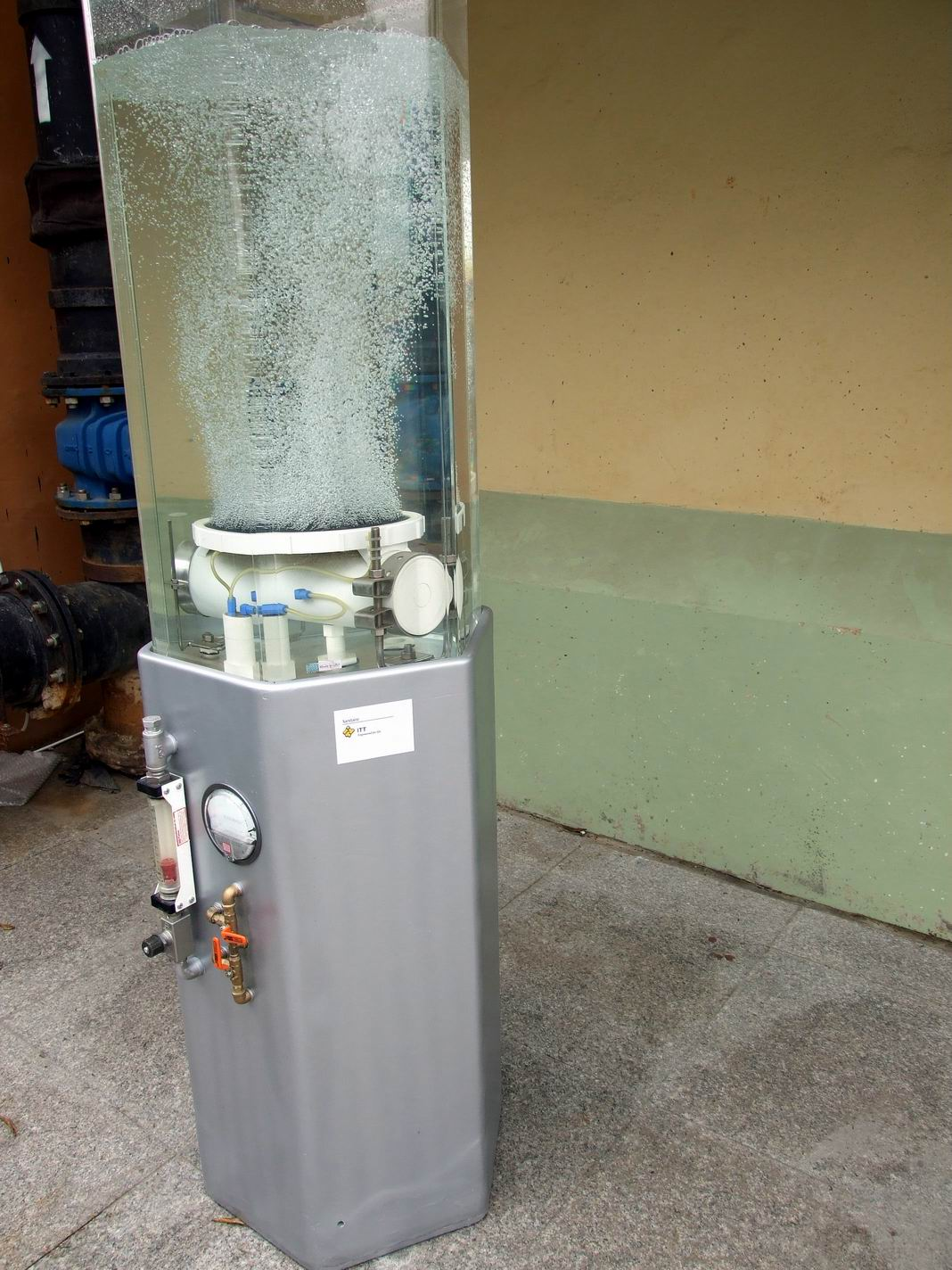
空氣擴散器
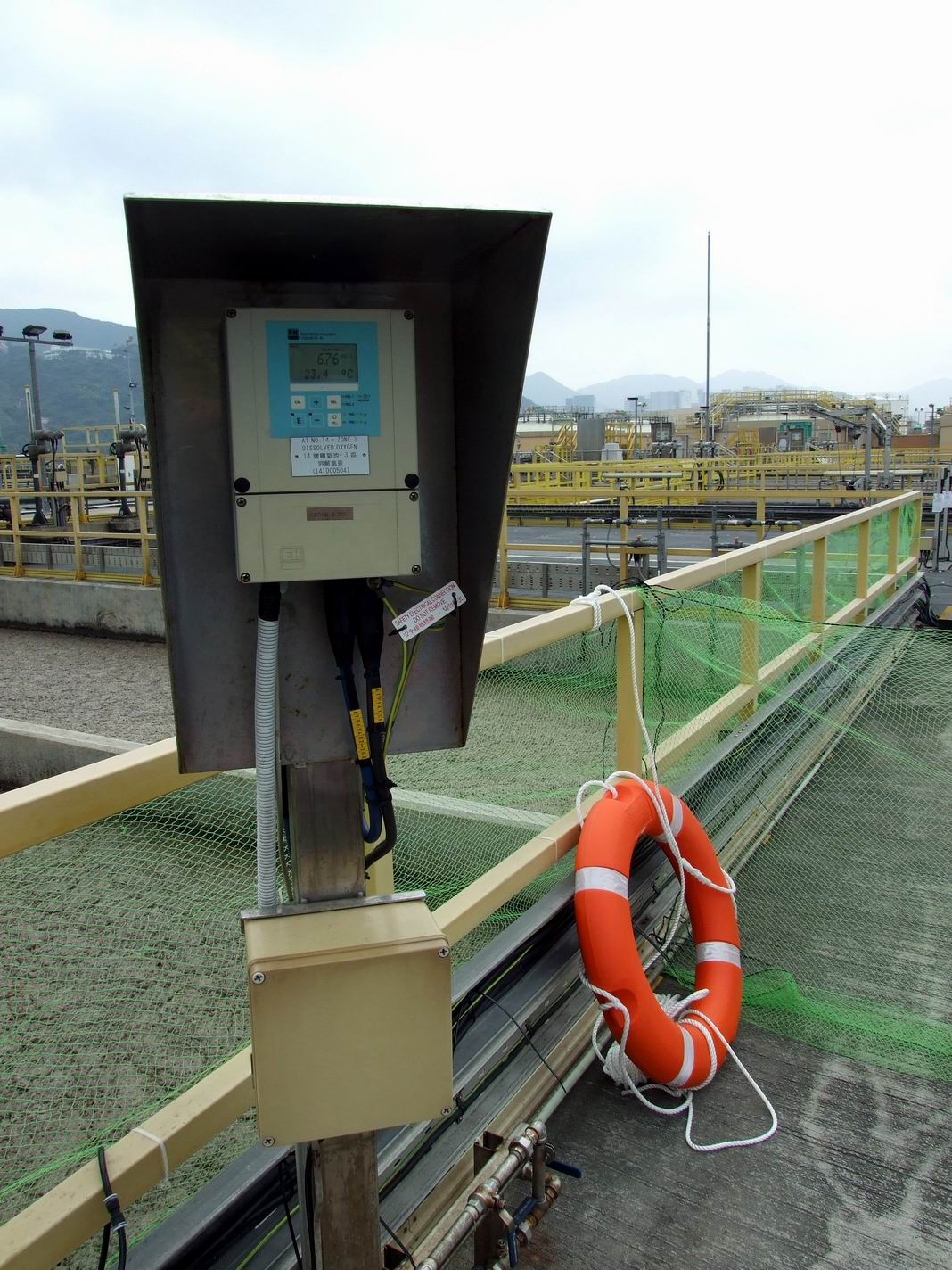
溶解氧测量計
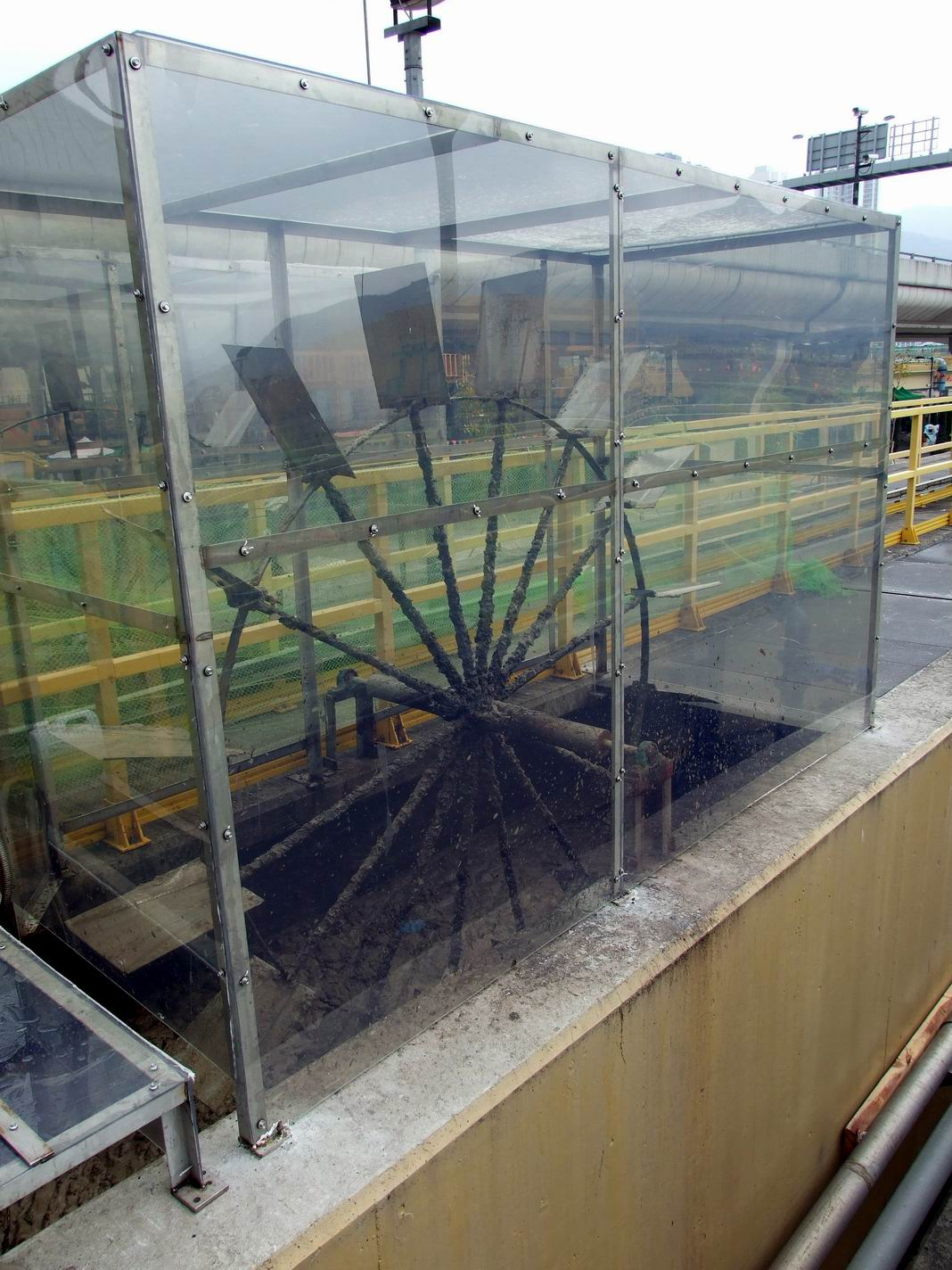
沉澱池底的活性污泥
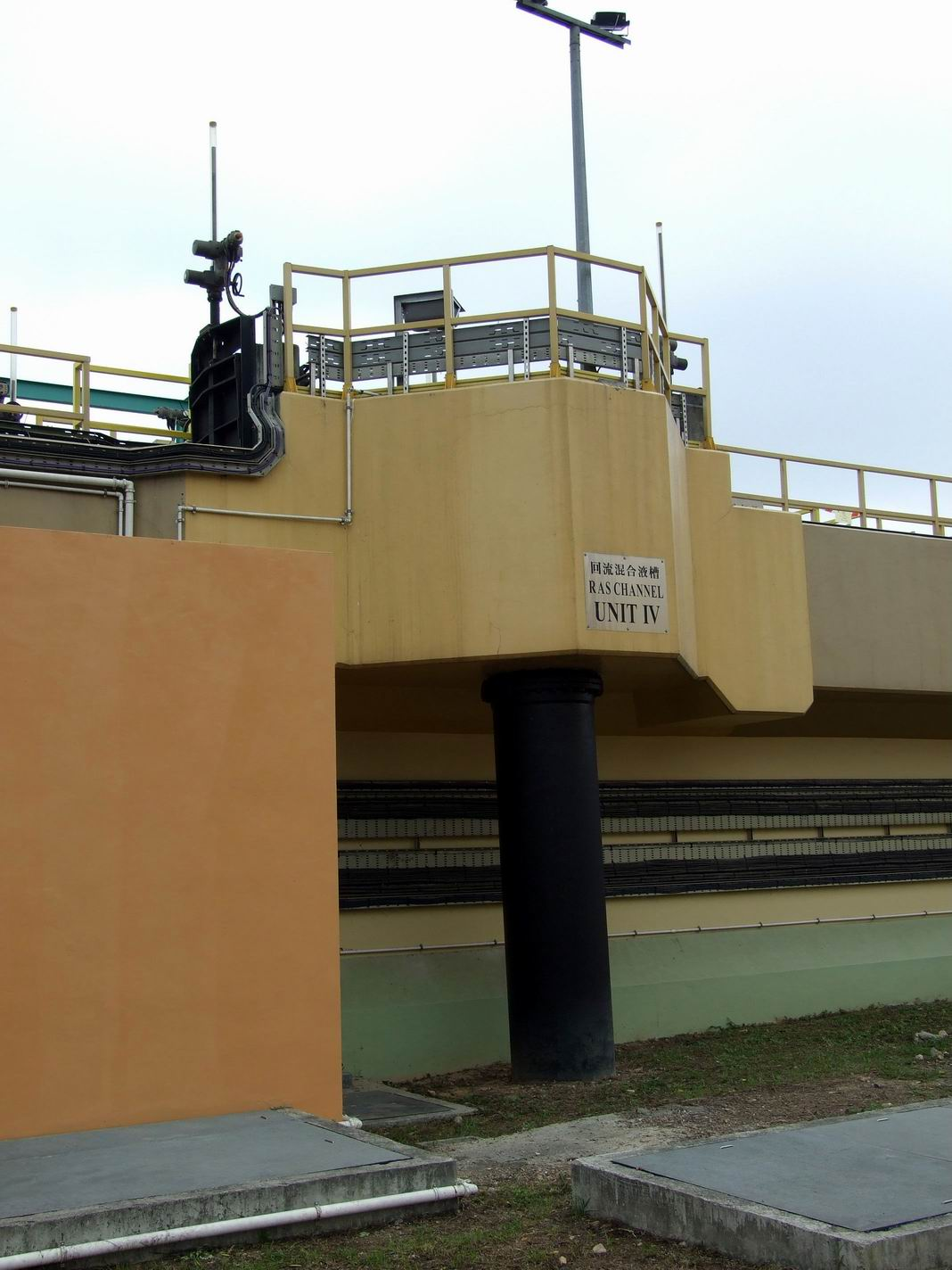
流混合液槽
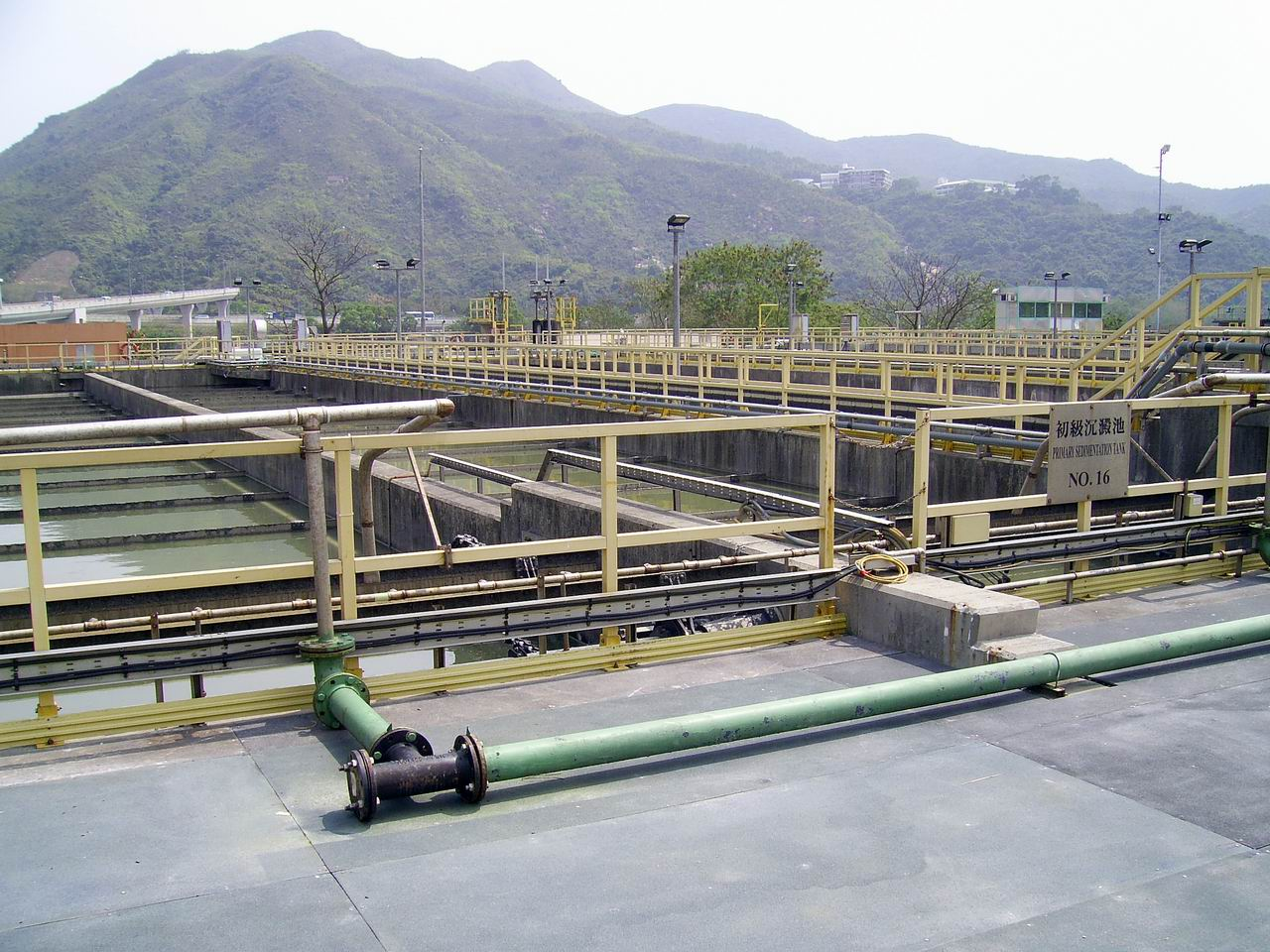
初級沉澱池
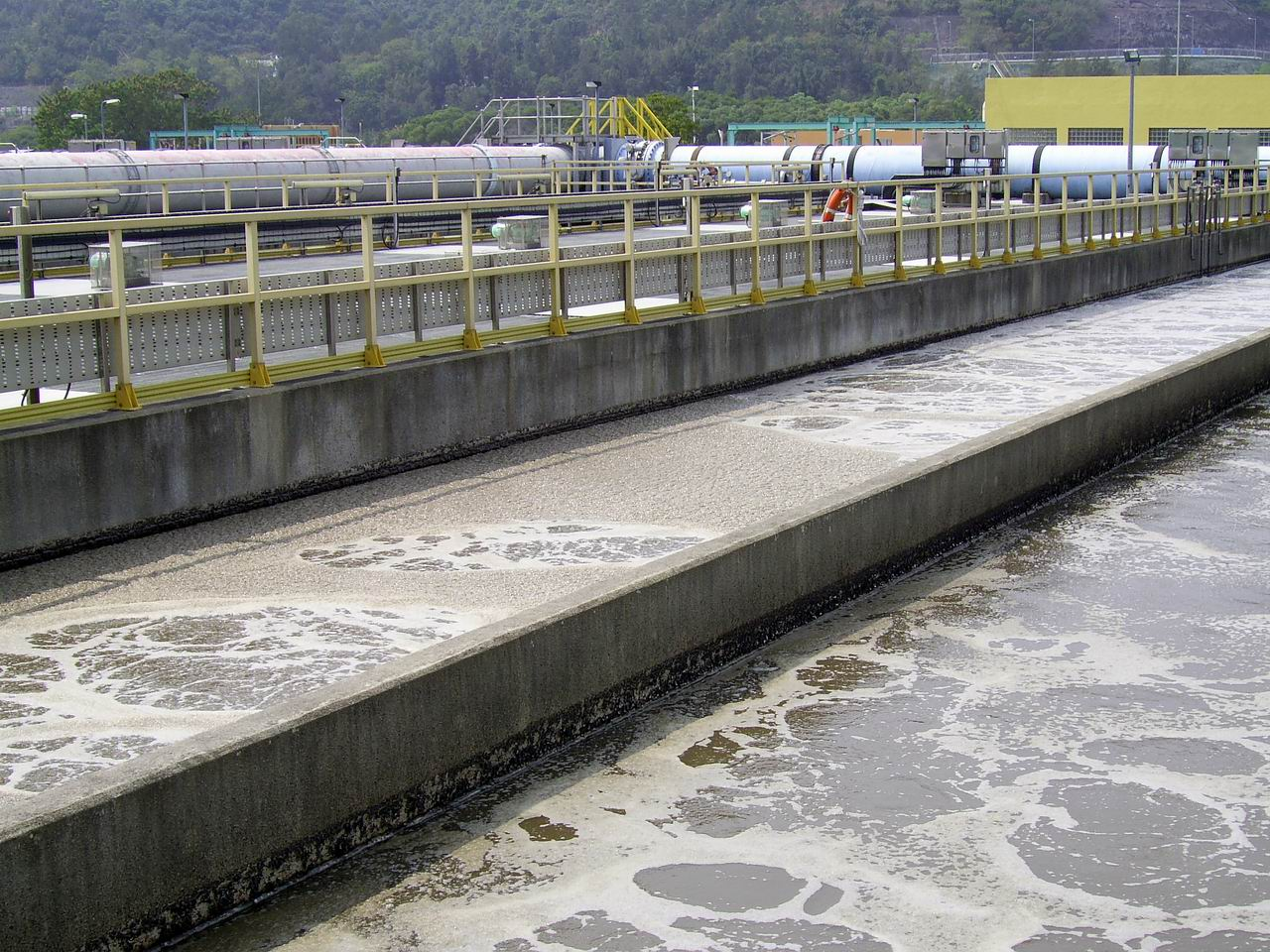
曝氣池池面
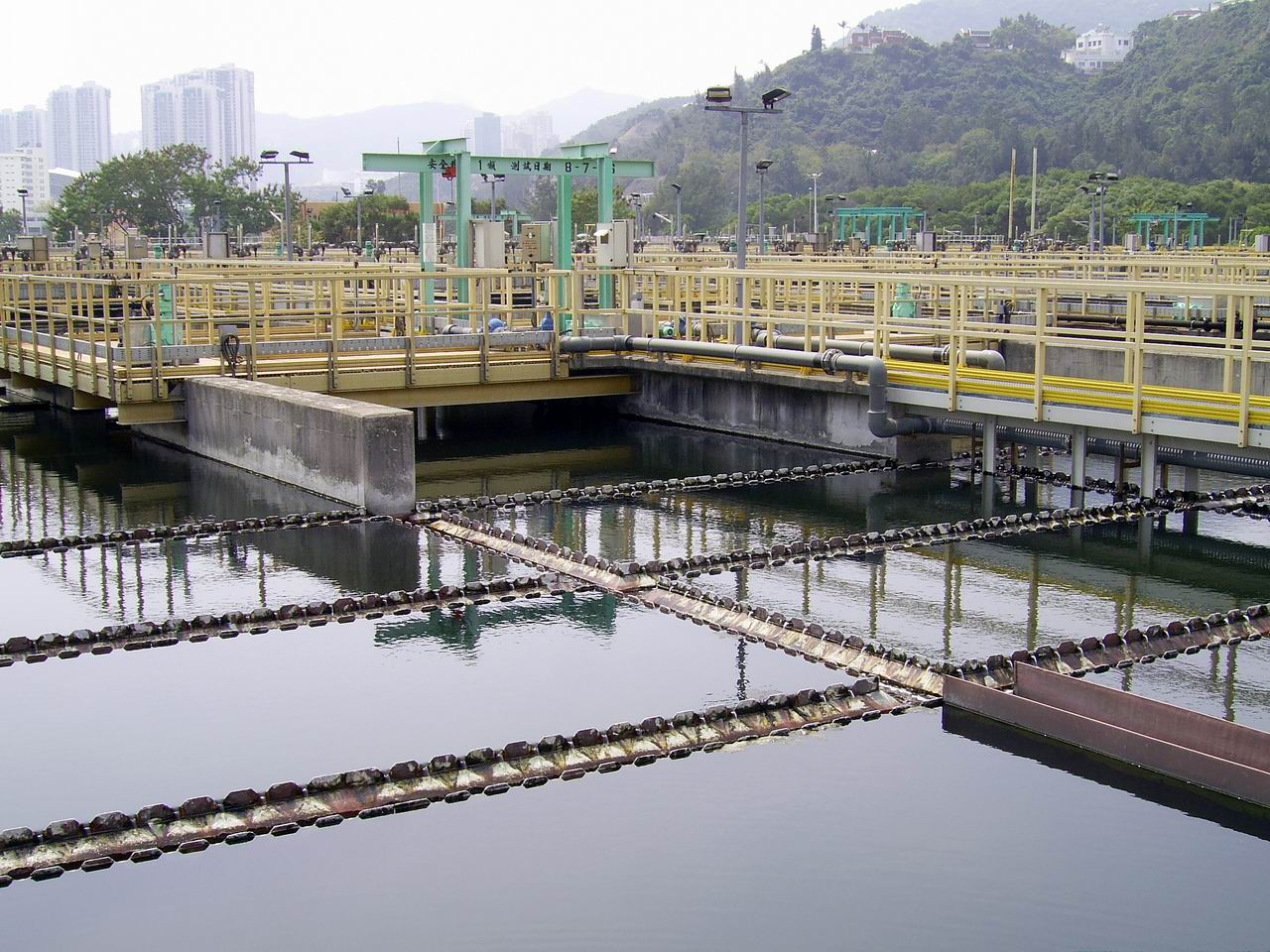
最後沉澱池池面
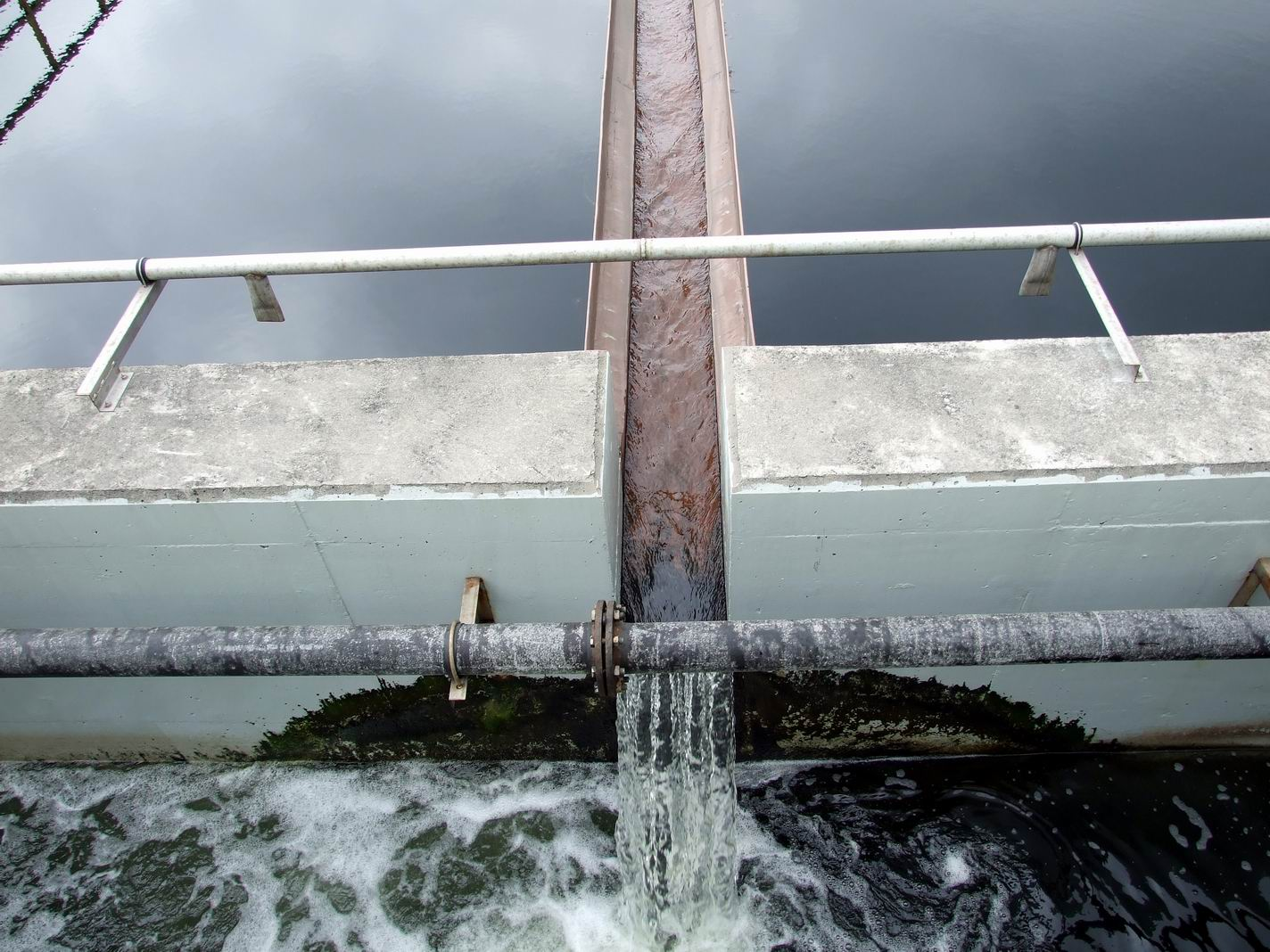
清潔的放流水

## 處理污泥

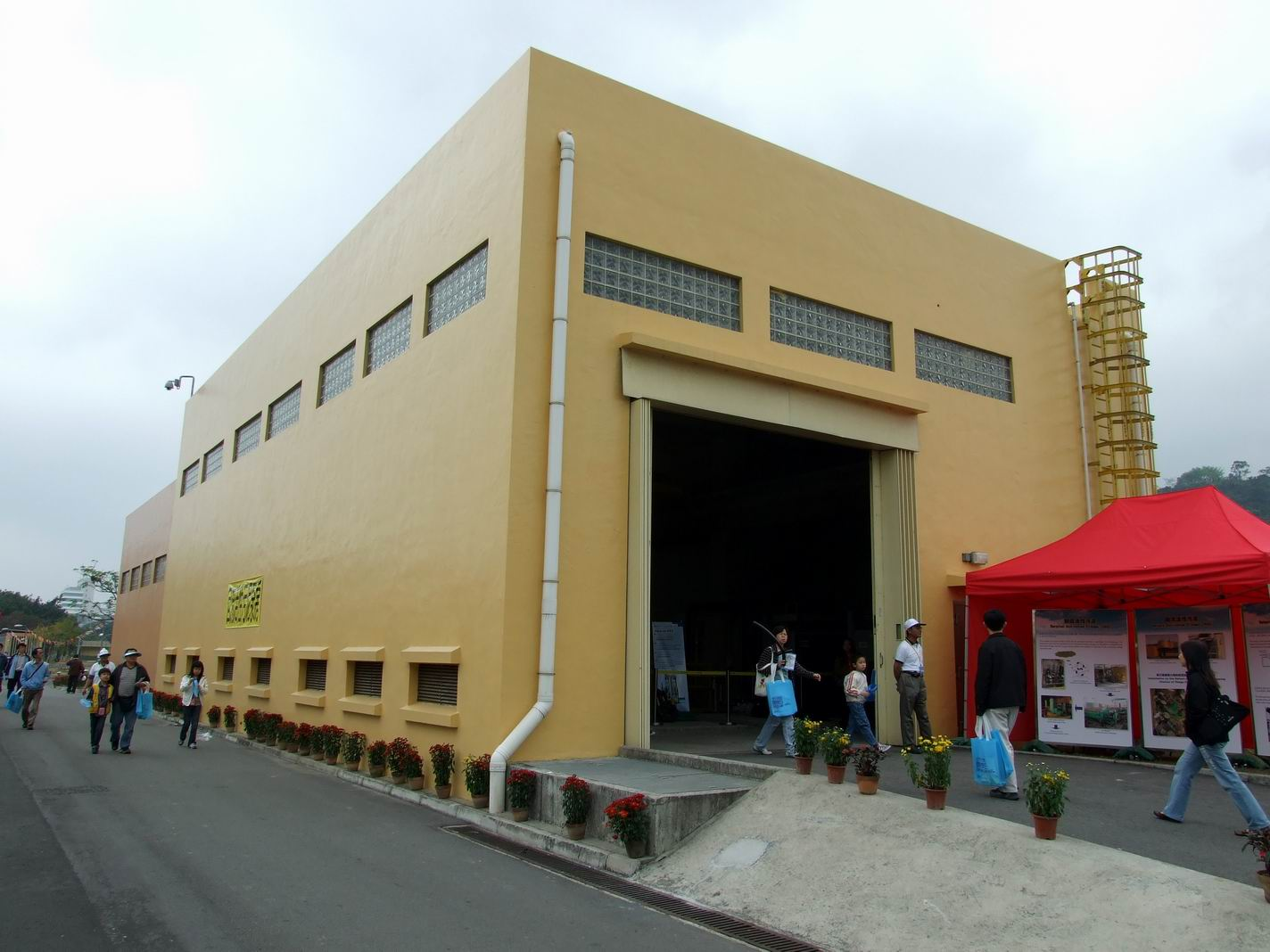
回流活性污泥泵房

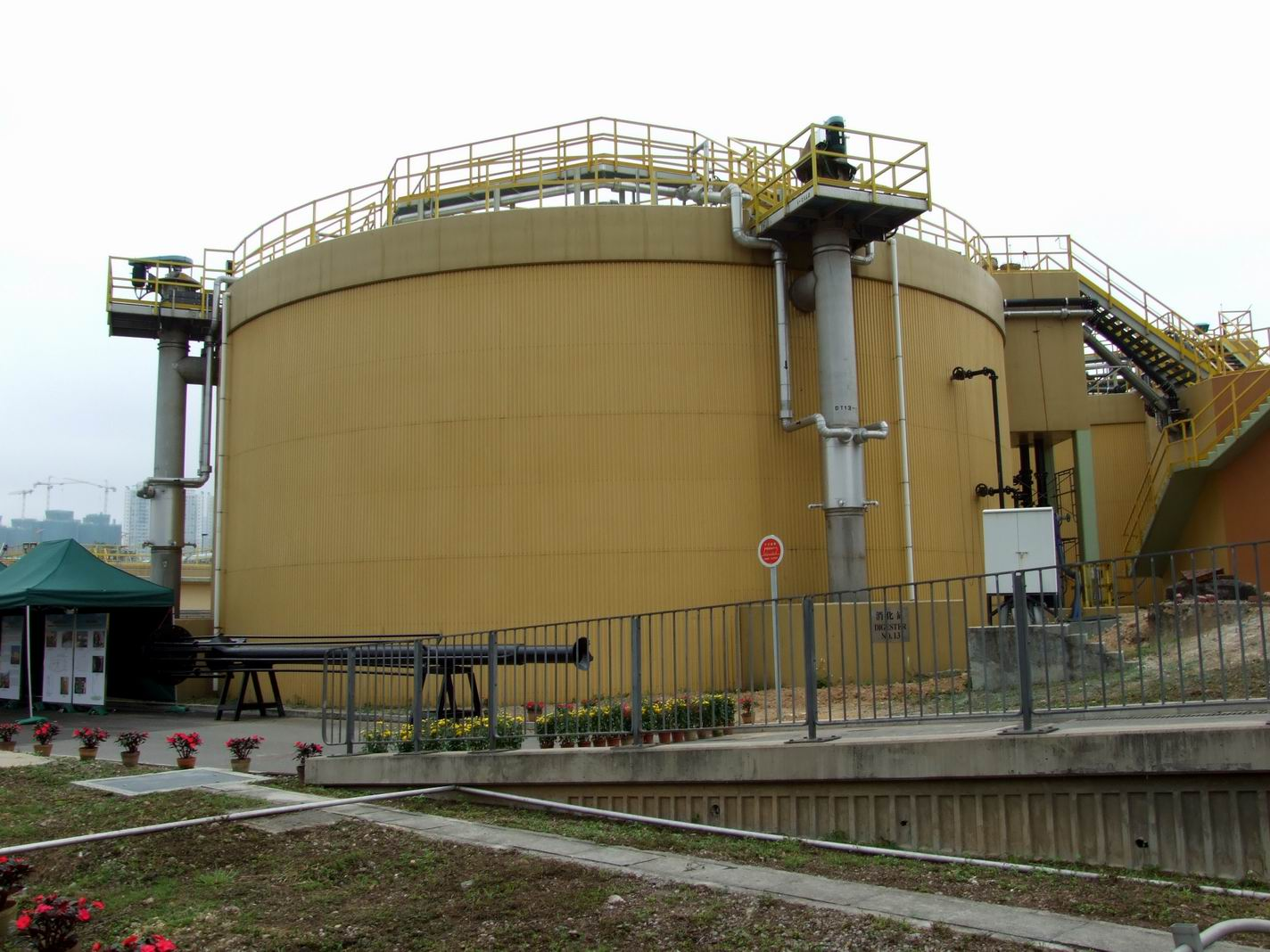
氣提式消化缸

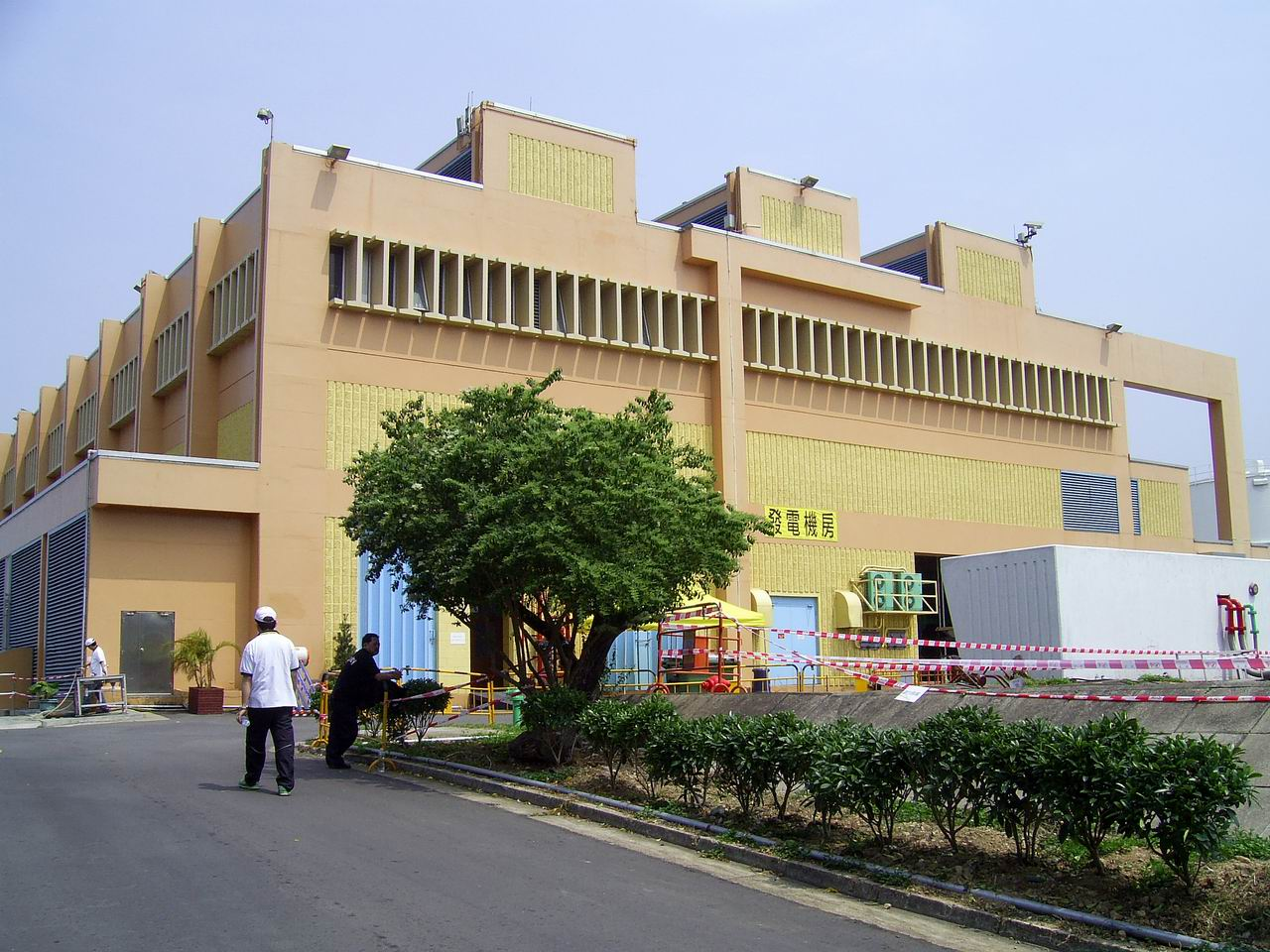
發電機房

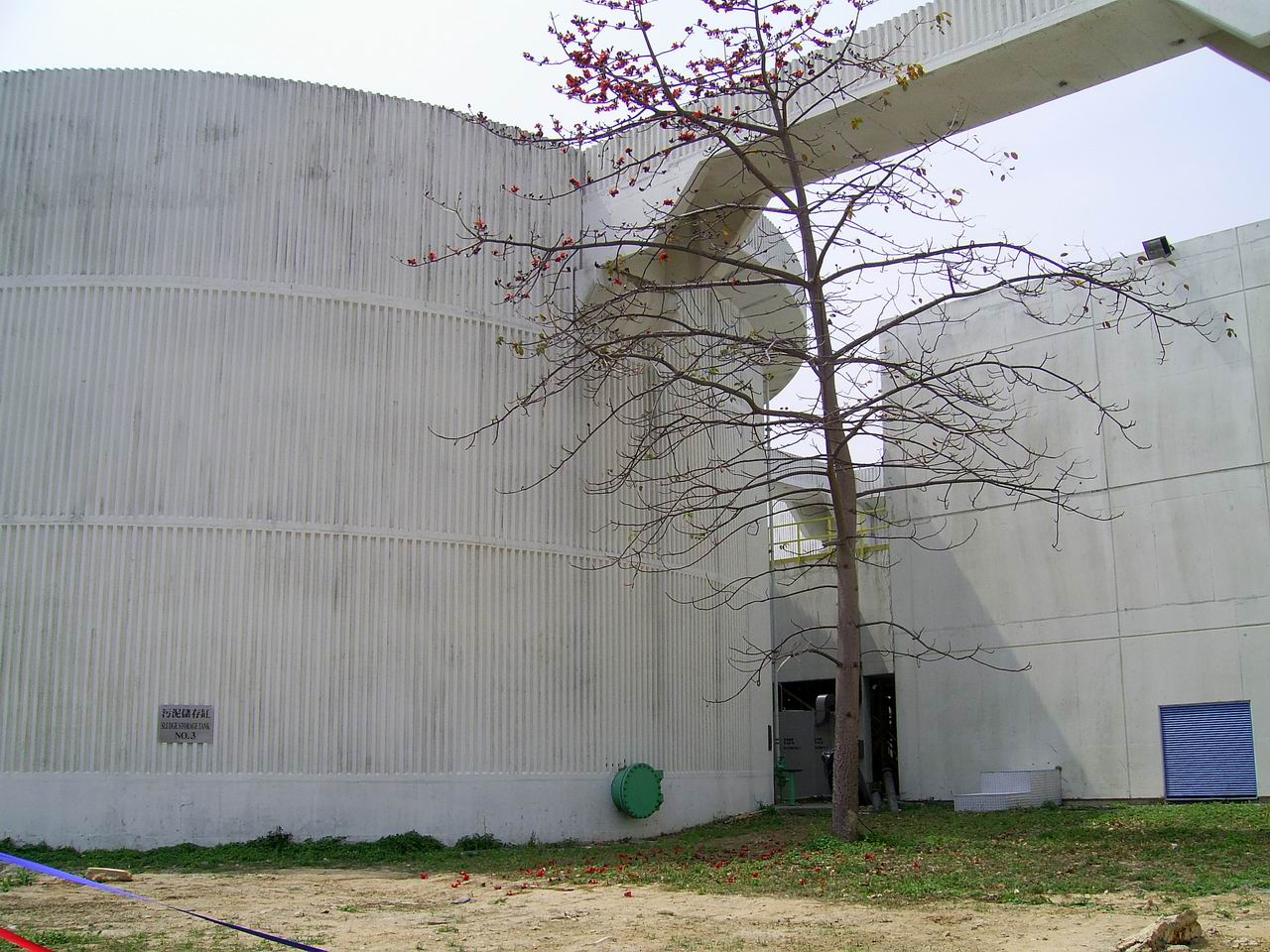
污泥儲存缸

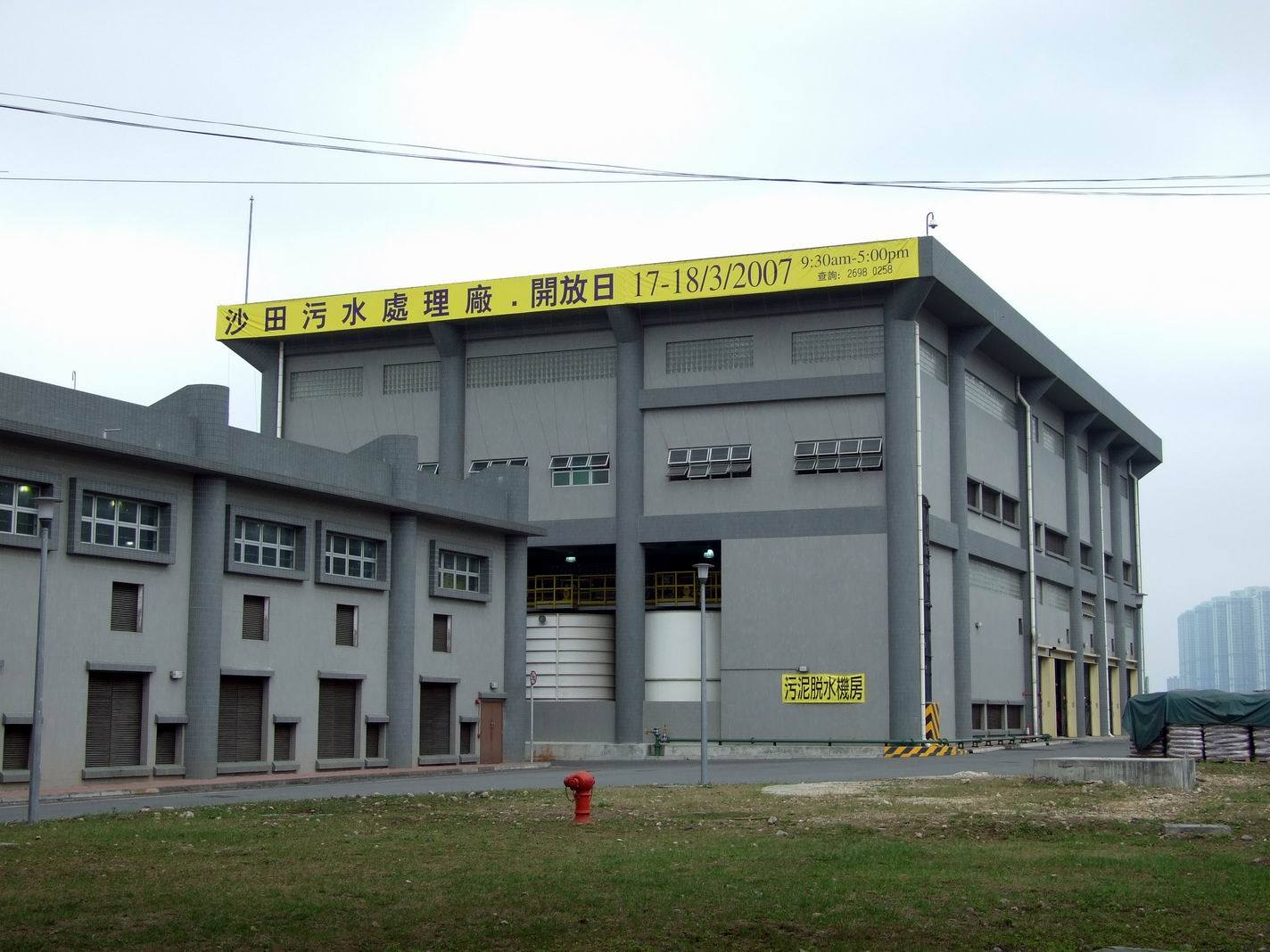
污泥脫水機房

### 污泥消化
流活性污泥（簡稱）
在最後沉澱池底部的活性污泥由4台離心泵（Screw-Centrifugal Pump）回流到曝氣池曝气段入口，以確保池內有足夠活性污泥量和微生物量，维持污水处理厂的正常运行。每台泵由一個68千瓦帶動，最高流量每秒0.517立方米，回流比為100%。
剩餘活性污泥（簡稱）
剩餘活性污泥由污泥泵送到6台離心機加以濃縮，再輸送往厭氧污泥消化缸。

### 剩余污泥处理与处置
厭氧消化
沙田污水處理廠共有14座厭氧污泥消化缸（Anaerobic Sludge Digestion Tank），第一及第二期8個是氣提式（Gas Mixing Type）消化缸，每個缸容量2960立方米，利用壓縮沼氣攪拌污泥，其餘6個位於第三期是機械攪拌式（Mechanical Mixing Type）消化缸，每個缸容量3720立方米，利用內置機械循環攪拌泵攪拌污泥。
初級污泥及濃縮後的剩余活性污泥在污泥消化缸內進行厭氧消化過程，消化缸內保持在攝氏35度左右，利用有機生物在厌氧的環境下发酵分解污泥中有機物質達到穩定狀態。
沼氣
在厭氧消化過程中會產生沼氣，內含甲烷，可作燃料推動發電機。沙田污水處理廠配備雙燃料發電機（Dual Fuel Generator），以沼氣或柴油發動，可輸出1100千瓦電力。
污泥脫水（Sludge Dewatering）
消化後的污泥先以離心式脫水機（Dewatering Centrifuge）脫水，然後運往屯門污泥焚化爐處理。

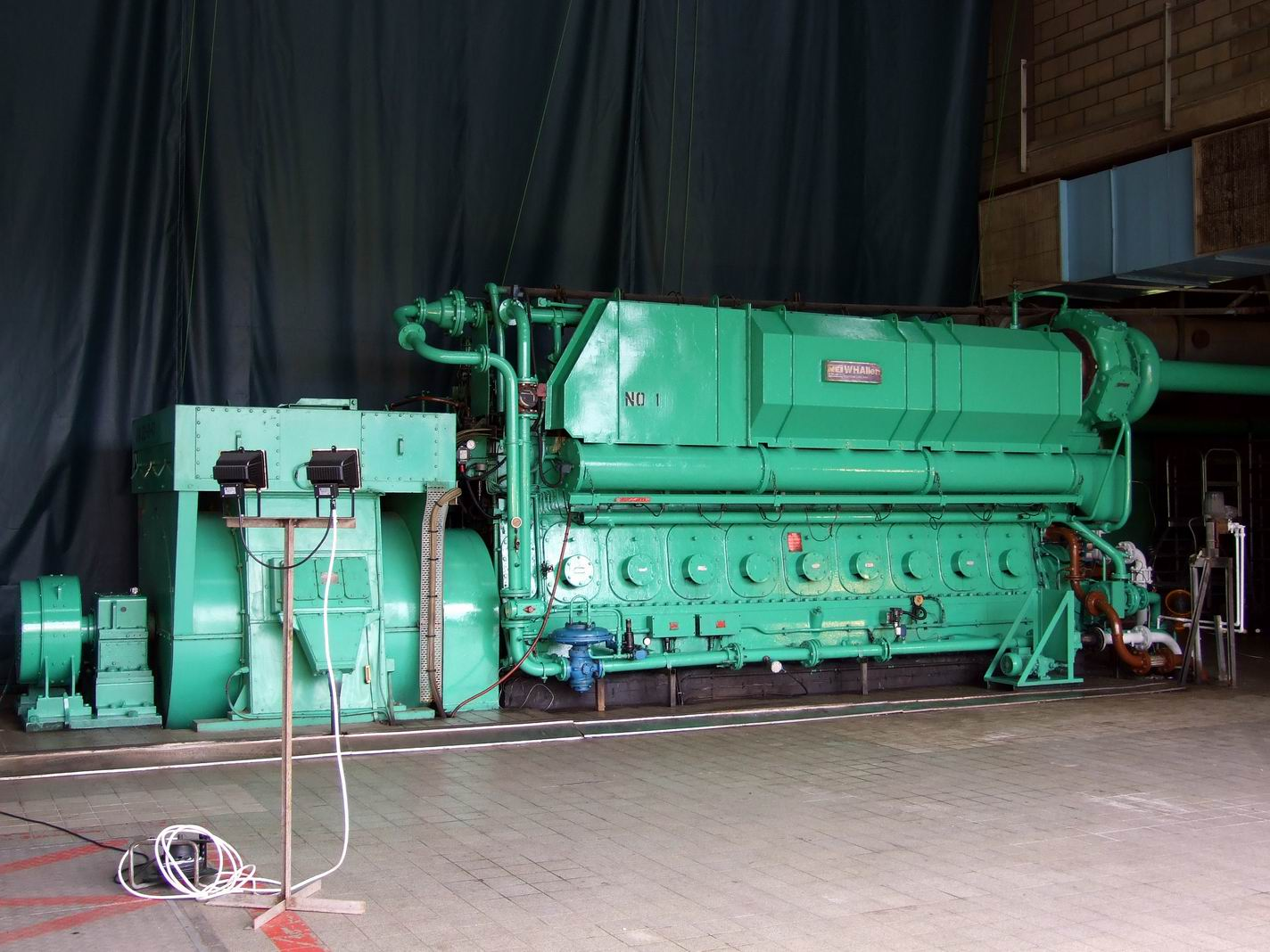
雙燃料發電機
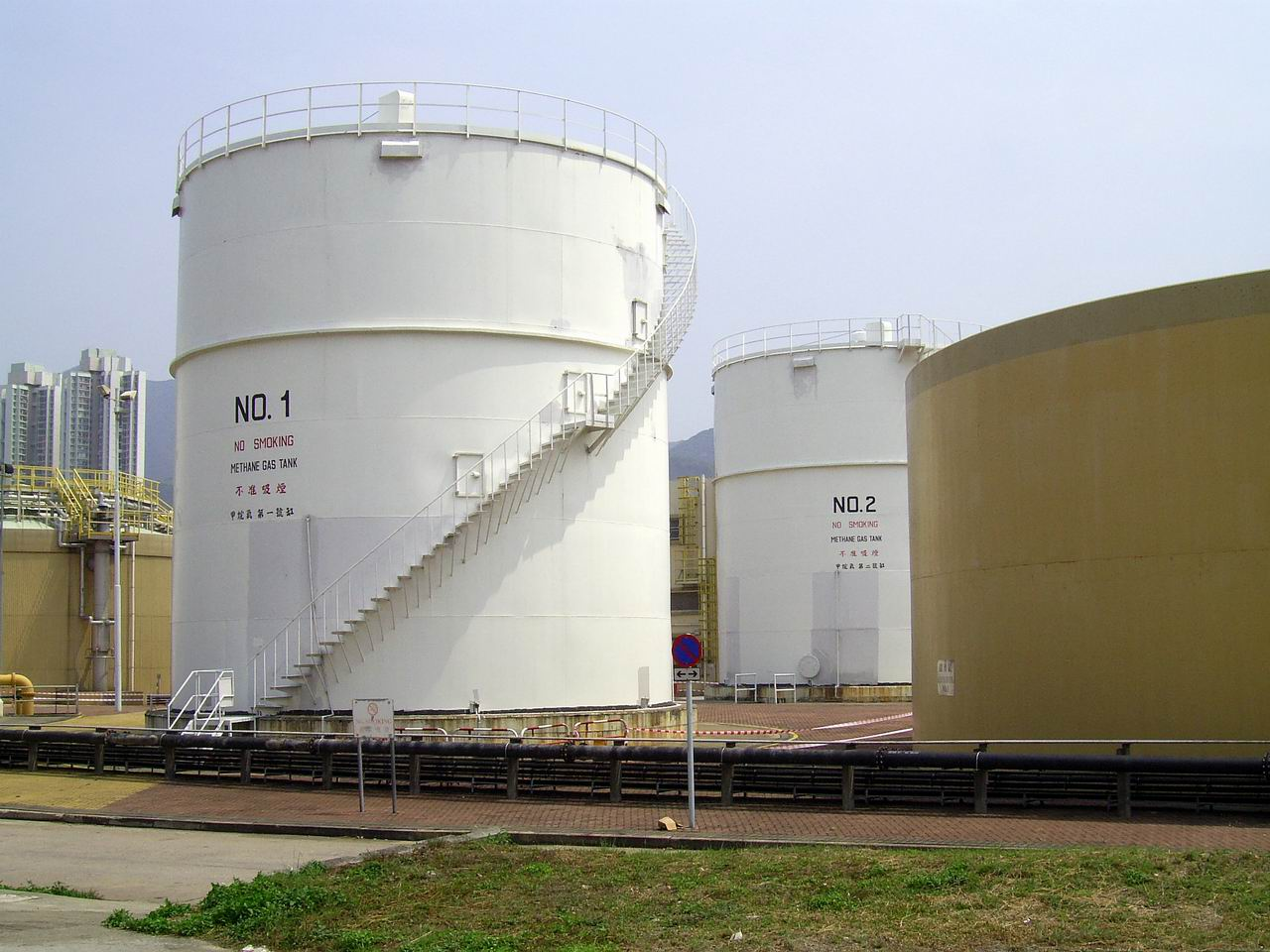
甲烷氣缸
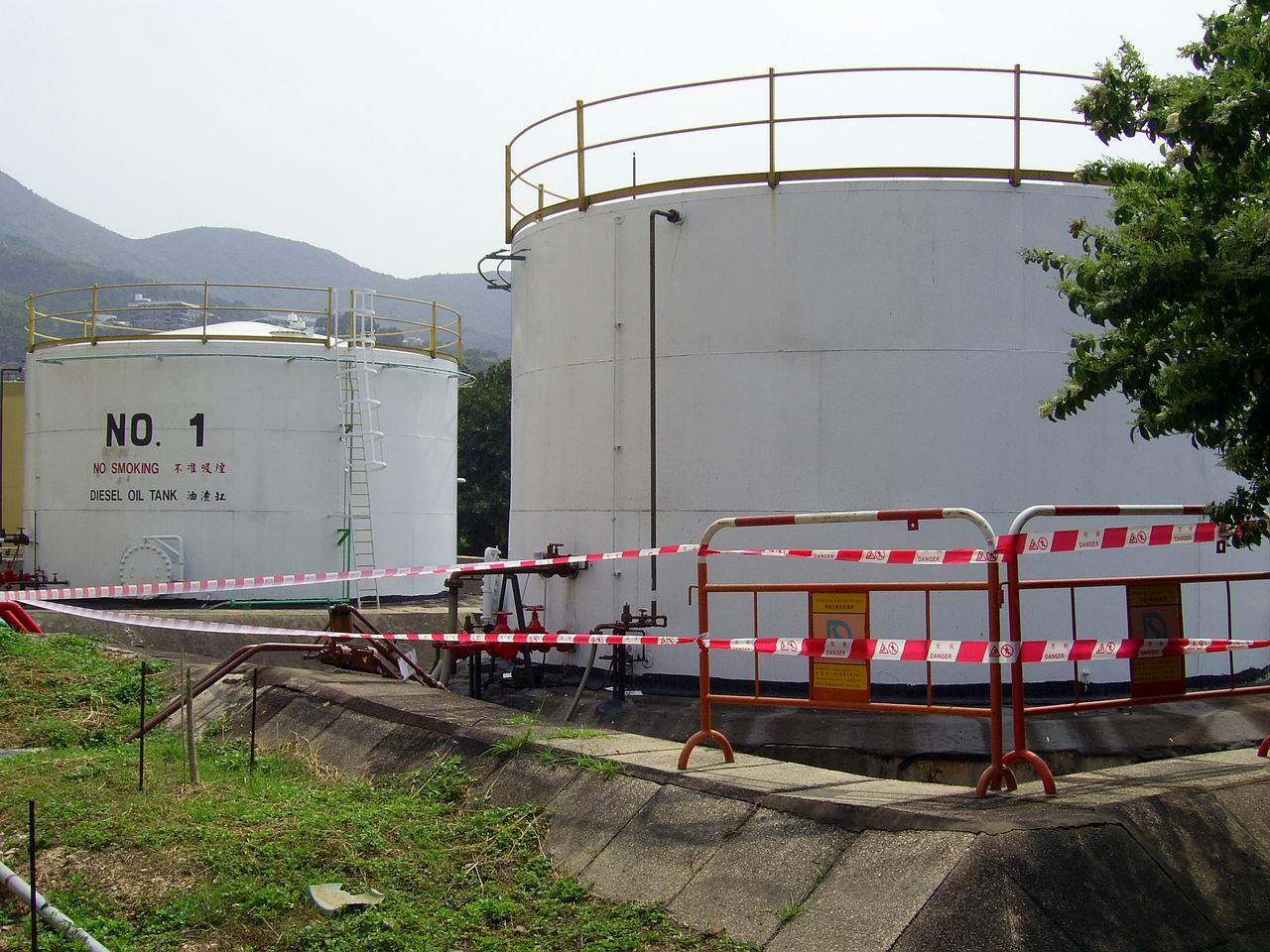
缸
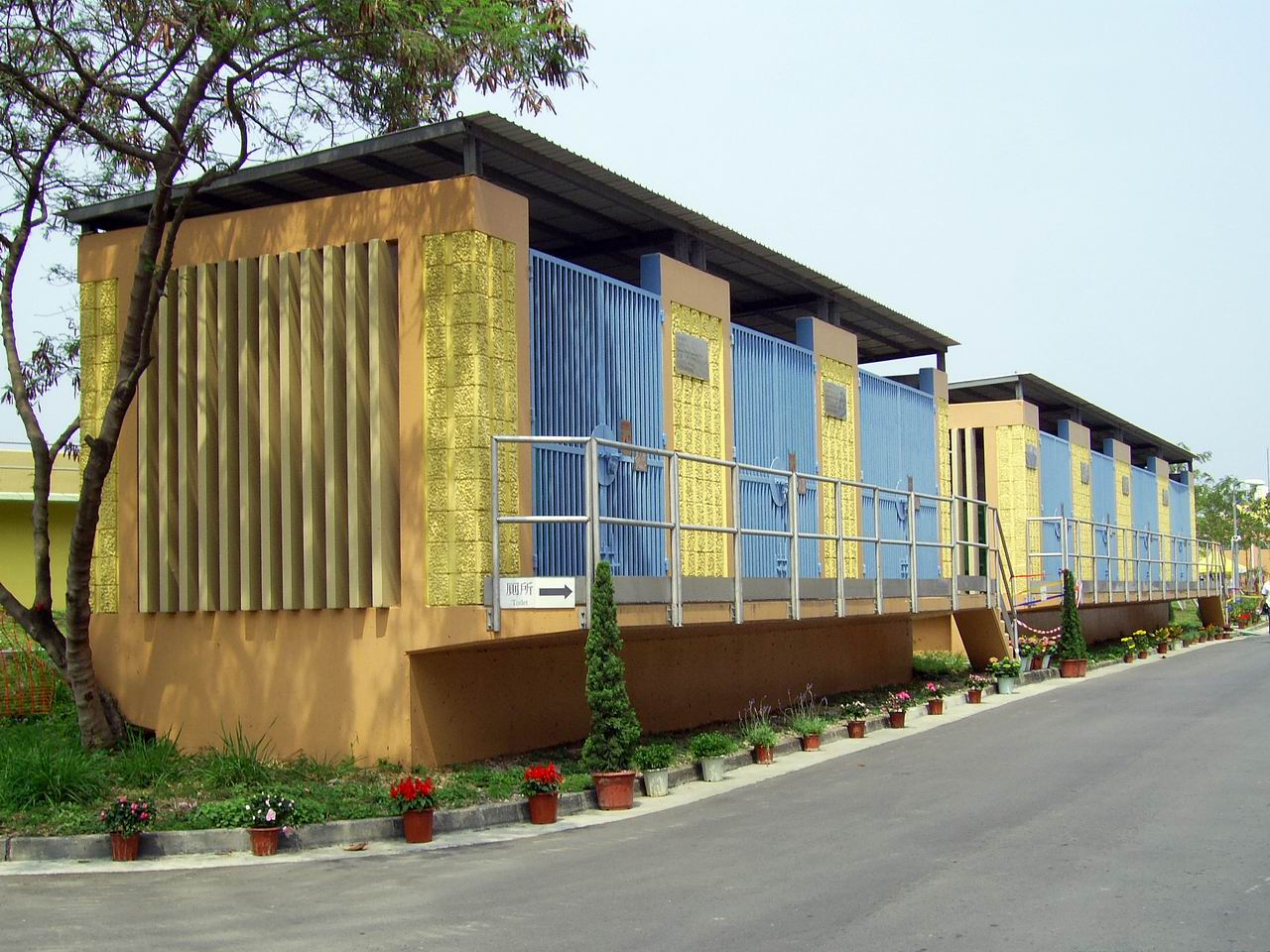
發電機房變壓器
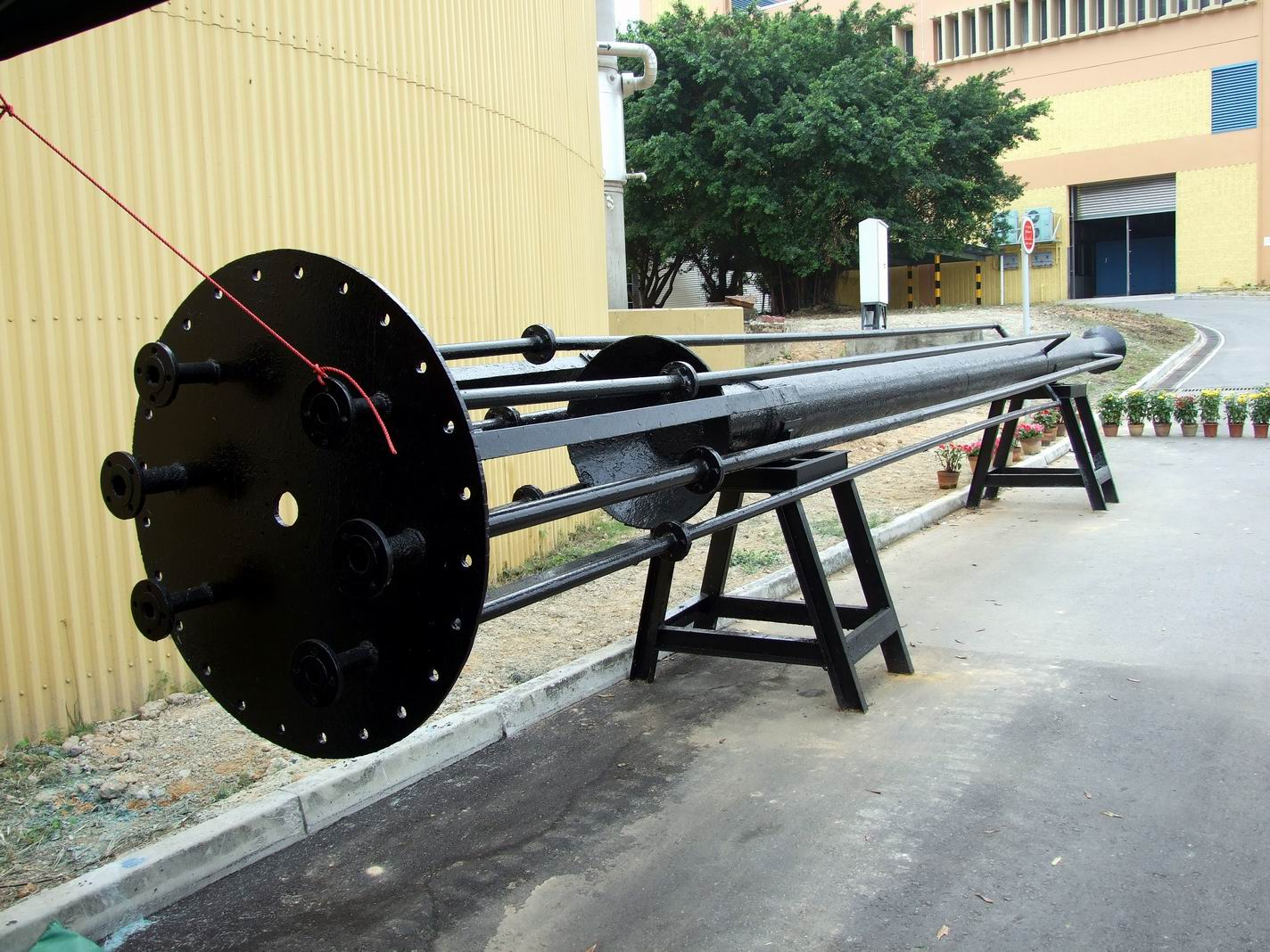
氣提式攪拌器
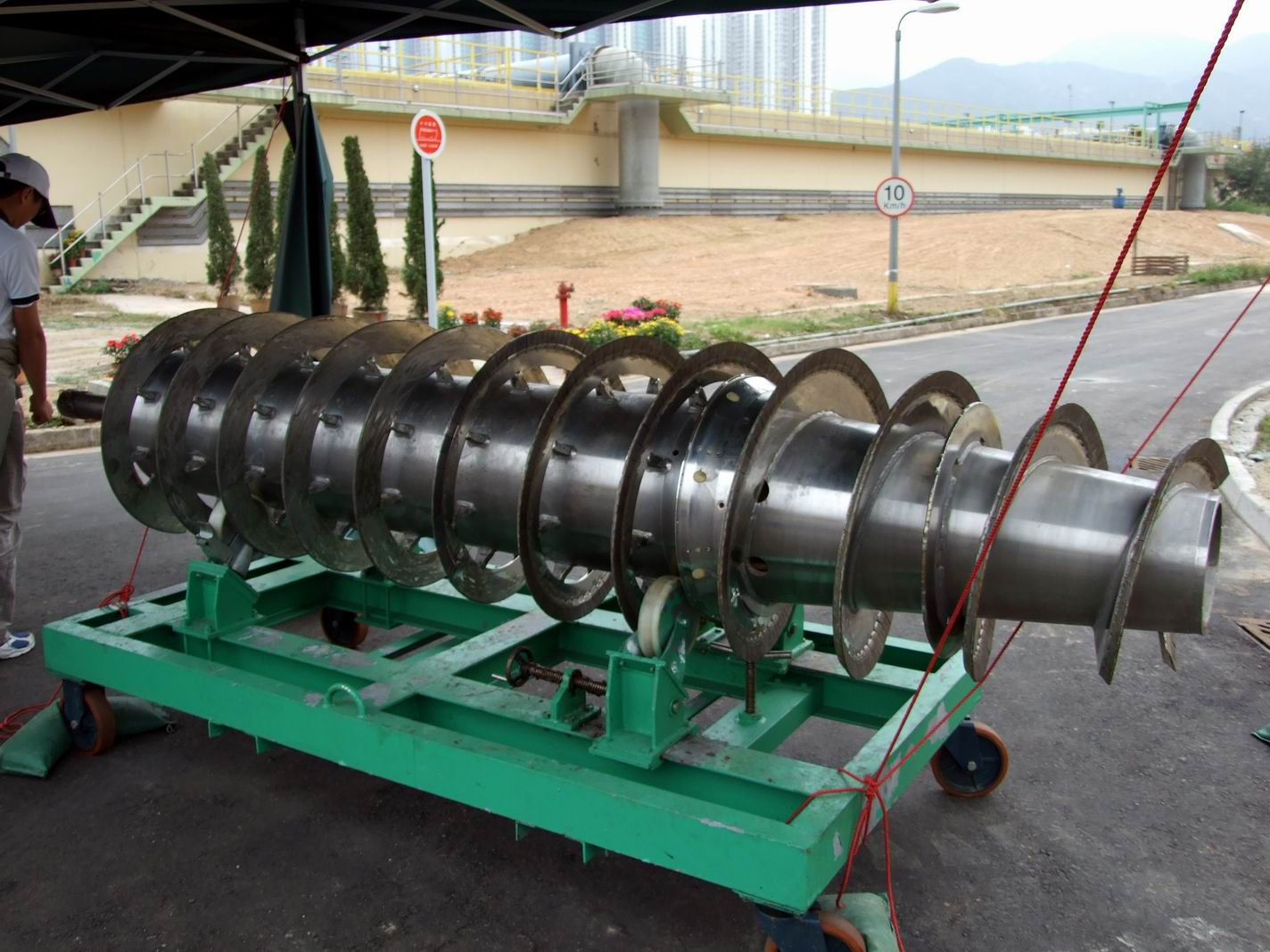
旋轉輸送帶
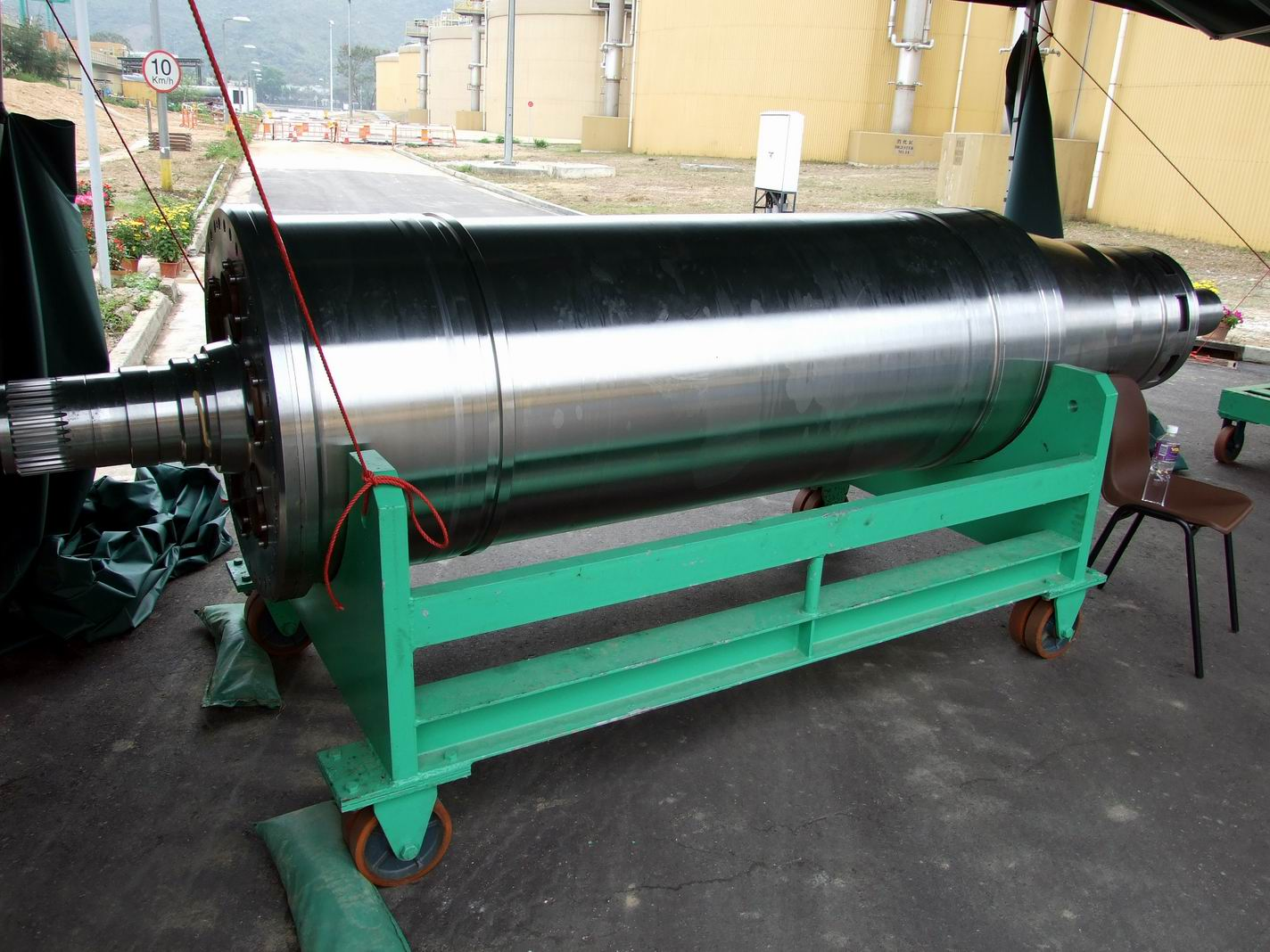
離心式脫水機
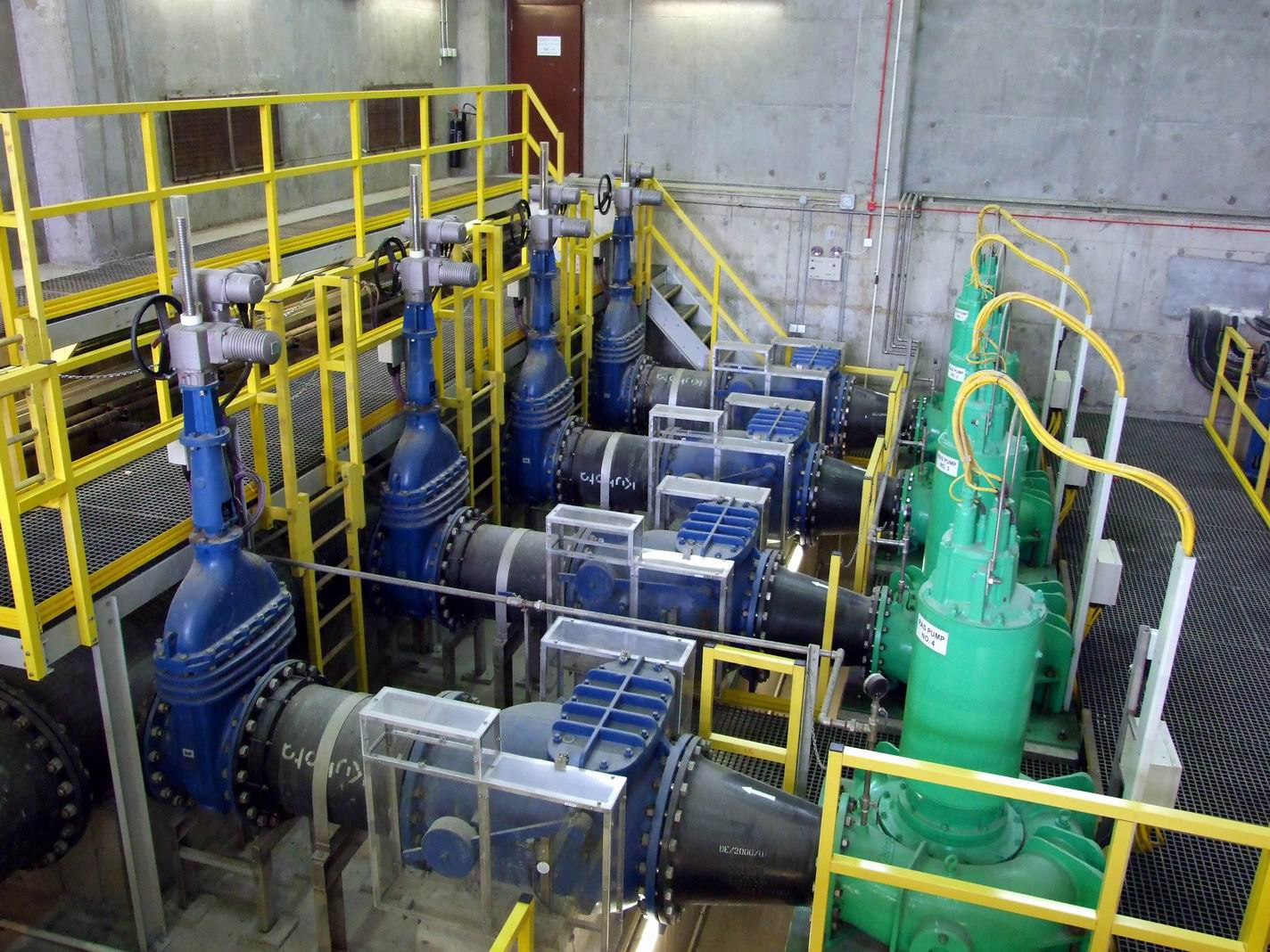
流活性污泥泵房內設施

## 污泥及污水測試
沙田中央化驗室（Shatin Central Laboratory）於2004年5月搬遷到沙田污水處理廠化驗室大樓，由1名化驗師、5名一級技術員、14名二級技術員及1名服務員協同運作，每月負責測試約3,000個污水及20,000個污泥樣本，主要測試包括生化需氧量、化學需氧量、總懸浮固體、總固體（Total Solids）、氨氮、硝酸鹽氮、亞硝酸鹽氮（Nitrite Nitrogen）、總克氏氮量（Total Kjeldahl Nitrogen）、正磷酸鹽（ortho-Phosphate）、總磷量（Total Phosphorus）、氯化物、硫化物、重金屬、微生物顯微鏡觀察、毒性、大腸桿菌及紫外光透光率等。數據結果用於確定放流水能符合香港環保署排放標準及為污水處理廠工作人員用以控制處理程序。

## 活性污泥回流技術
傳統的污水處理包括了兩輪沉澱程序，在初級沉澱池和最後沉澱池之間的生物處理池，加入可以侵蝕微細污染物的微生物，處理初級沉澱時未能夠分解的污染物，而微生物則會留在沉澱的剩餘活性污泥中，可以回流到最終沉澱池池內再用，其餘污泥則濃縮處理，經過脫水後運輸至屯門T·PARK 源·區污泥焚化爐。
2012年，渠務署成功研發「混合沉澱」技術，新技術將微生物直接回流到初級沉澱池，提早分解污染物，改進污泥質素，以減少後期處理的程序及時間。應用此技術所需要的設備的成本約12萬港元，每年運作費用約8萬港元，使用新技術比較以往每年節省560萬千瓦時能源，減少碳排放3,000公噸、減少排固體廢物700噸，節省約430萬港元電力費用。同年，渠務署為沙田污水處理廠引入上述技術。此技術獲得了由香港環保卓越計畫頒發的2012年「環保創意卓越獎」優異獎及由香港工程師學會頒發的「工程創意大獎2012/13」科技組別冠軍。

## 殺泥技術測試
香港科技大學發明殺泥技術污水處理方法，將硫酸鹽還原菌應用於污水處理，能夠減少逾9成的污泥量，節省逾半污水處理費用、淨化時間及儲存污泥空間。硫酸鹽還原菌的好處是生長速度慢、然而效率高，能夠減少污泥量及緩和臭味。以香港的污水量計算，傳統技術每日產生約2,000公噸污泥，殺泥技術則可以大幅度地減少至200公噸以下。
於2013年4月起至2015年4月，沙田污水處理廠進行該項技術的大型試驗，每日平均處理1,000立方米污水。項目獲得渠務署和創新及科技基金等資助共約2,460萬港元，為香港資助金額最高的獨立環境保護科技研究項目。

## 处理水排放
大埔污水處理廠經生物處理過的放流水，經海底壓力管道輸送到沙田污水處理廠，聯同沙田污水處理廠的放流水，由放流水排放泵房（Effluent Export Pumping Station，位於污水處理廠近側門入口位置磚紅色建築物）經過橫越城門河兩條單車及行人橋（俗稱孖橋）下層的壓力管道，再穿越一條直徑3米、長達7.4公里的輸水隧道（由鄰近污水處理廠新址的亞公角隧道入口至鳳德邨終端出水口）及鳳德道箱形雨水暗渠，排向啟德明渠，再排放入維多利亞港。此項排放工程原擬取道大老山隧道作排放管道，後改為興建專用管道，並於1987年由土木工程署立項，1989-90年動工，1994年完工；其中，由亞公角隧道入口至花心坑一段排水隧道以隧道鑽挖機興建，其餘部分（包括花心坑村施工豎井）以鑽爆方式建造。

## 註腳
1. ↑  . 東方日報. 2025-06-11  [2025-07-07]. （原始内容存档于2025-07-20） （中文（香港））.
2. ↑  . 工商晚報. 1977-01-31.
3. ↑  . 香港工商日報. 1982-12-16.
4. ↑  . 華僑日報. 1983-02-22.
5. ↑  . 香港工商日報. 1982-10-06.
6. ↑  . 蘋果日報 (香港). 2011-02-25  [2011-02-25]. （原始内容存档于2019-01-14） （中文（香港））.
7. ↑  沙田污水廠 敲定遷對河女婆山 （页面存档备份，存于） 《東方日報》 2013年3月4日
8. ↑  . 明報. 2019-01-04  [2019-01-13]. （原始内容存档于2019-01-14）.
9. ↑  . 明報. 2019-01-04  [2019-01-13]. （原始内容存档于2019-01-14）.
10. 1 2  . 明報. 2017-11-20  [2017-11-20]. （原始内容存档于2017-12-01）.
11. ↑  . 香港01. 2024-07-15  [2025-02-18]. （原始内容存档于2025-06-28）.
12. ↑  .   [2008-03-16]. （原始内容存档于2004-10-18）.
13. ↑  沙田污水廠新技術 年省430萬元電費 《星島日報》 2013年10月9日
14. ↑  沙田污水廠試驗殺泥術 （页面存档备份，存于） 《東方日報》 2012年12月14日
15. ↑  陳顯揚、潘啟聰、歐陽晧江著：《大隧同源：大老山隧道與瀝源發展歷程》.香港：中華書局，2018年.
16. ↑  透過隧道泵送大埔沙田污水將獲改善.《華僑日報》，1989年10月10日.

## 外部連結
- 除污淨流
- 搬遷沙田污水處理廠至岩洞 官方網站（页面存档备份，存于）